# Hatzfeld (Adelsgeschlecht)

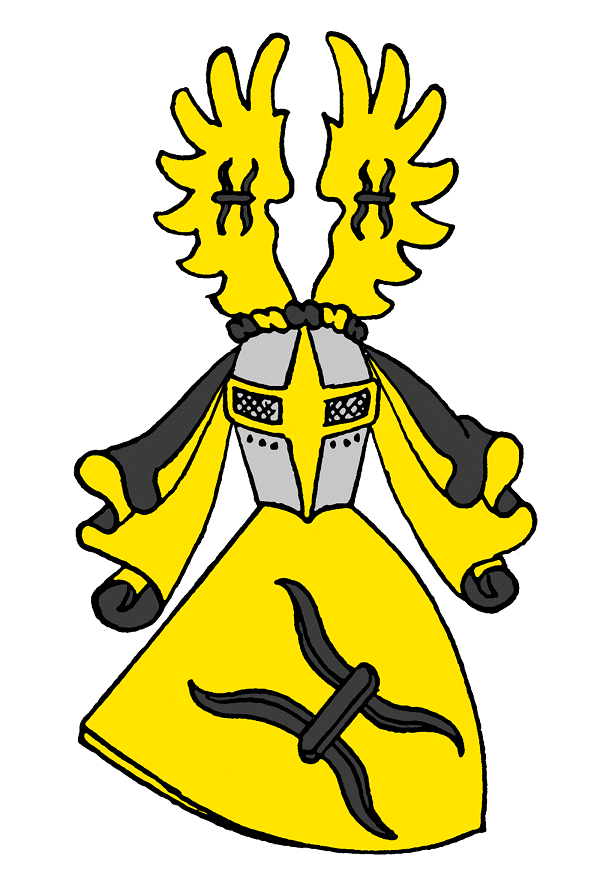
Stammwappen derer von Hatzfeld(t)

Hatzfeld oder auch Hatzfeldt ist der Name eines alten edelfreien Geschlechts aus dem oberen Lahngau mit gleichnamigem Stammhaus Hatzfeld im Landkreis Waldeck-Frankenberg (Hessen), das erstmals 1138 urkundlich erwähnt wird. Von 1418 bis 1806 regierte die Familie die reichsunmittelbare Herrschaft Wildenburg, weshalb sie zum Hochadel gezählt wird.
1635 wurden die Linien Hatzfeld-Wildenburg-Weisweiler und Hatzfeld-Wildenburg-Crottorf in den erblichen Reichsgrafen- bzw. Grafenstand erhoben. Die Linie Hatzfeldt-Gleichen-Trachenberg erhielt 1741 den preußischen Fürstenstand, seit 1803 gefolgt von der Linie Hatzfeldt-Werther-Schönstein (noch blühend), die 1900 in Primogenitur zum „Herzog zu Trachenberg“ erhoben wurde; im 19. Jahrhundert wurde auch die Linie Hatzfeldt-Wildenburg gefürstet (1941 im Mannesstamm erloschen).

## Geschichte

### Stammlinie Hatzfeld

Burg Hatzfeld

1138/39 wurden Folpertus de Hepisfelt et frater ejus als Gefolgsleute des Landgrafen Ludwig I. von Thüringen in einer Urkunde über Besitzrechte an einem Landgut bei Braubach erwähnt. Der Besitz der Familie bestand wohl damals aus einem befestigten Hof im Bereich des heutigen Hatzfelder Friedhofes. Die zugehörige Siedlung Niederhatzfeld besteht nicht mehr, aber von ihrer wehrhaften Pfarrkirche St. Cyriacus haben sich Teile in der heutigen St. Emmauskirche erhalten.
Gottfried von Hatzfeld († nach 1196), wahrscheinlich ein Sohn Folperts, bezeugte 1196 die Übertragung von Gütern an das Kloster Aulisburg. Die Errichtung der Burg Hatzfeld auf einem jenseits der Eder liegenden Bergvorsprung wurde in dieser Zeit begonnen.
Gottfried († nach 1227) und Folpert von Hatzfeld wurden 1213 als Zeugen genannt. Es handelte sich wohl um Söhne Gottfrieds I. 1214–1215 reiste Gottfried im Gefolge des Grafen Heinrich von Ziegenhain zum Generalkapitel der Zisterzienser nach Citeaux. Er war verheiratet mit Jutta von Itter, Tochter des Edelfreien Konrad von Itter.
Kraft († 1301), Sohn Gottfrieds, erbte die Burg Hatzfeld und heiratete Jutta von Heimbach, mit der er sieben Kinder hatte.
Gottfried († 1331), der älteste Sohn Krafts, heiratete Gertrud Schenck zu Schweinsberg, mit der er drei Söhne hatte. Mit seinem Bruder Kraft († 1332) trug er 1311 ihre gemeinsame Burg Hatzfeld dem Landgrafen Otto I. von Hessen († 1328) zu Lehen auf. 1340 gestattete Kaiser Ludwig der Bayer den Herren von Hatzfeld, unter ihrer Burg eine ummauerte Stadt anzulegen. Als gefürchtete Haudegen machten sich die Herren von Hatzfeld in den Auseinandersetzungen zwischen den hessischen Landgrafen und dem Erzstift Mainz einen Namen.
Kraft († 1387), Sohn Gottfrieds, schloss nach dessen Tod 1331 mit seinem Onkel Kraft und seinen Brüdern einen Vertrag über die Teilung der Stammburg in zwei Hälften für die jeweiligen Nachkommen der Familien.
Wiegand († 1423), Sohn Krafts II. konnte das Erbe wieder in einer Hand vereinigen, da sein Vetter Guntram in den Johanniterorden eintrat und seine Schwester ihm ihren Anteil verkaufte. Er war verheiratet mit Sophie von Hörde. Von ihren zahlreichen Nachkommen führten Wiegand und Gottfried die hessische Linie des Hauses Hatzfeld fort.
Wiegand († 1445/49) erbte zunächst Burg und Stadt Hatzfeld und gewährte 1429 seinen Bürgern besondere Rechte. Er heiratete Sophie von Gemen, blieb aber ohne männlichen Nachkommen. Ihre Tochter Margaretha heiratete Johann III. von Hanxleden. Seine Brüder Gottfried († 1476) und Johann († 1452) bezogen 1438 jährlich 18 fl. für ihre Burglehen auf den katzenelnbogischen Burgen Hohenstein und Rheinfels.
Gottfrieds Söhne Kraft († 1503) und Johann der Schwarze († 1503) erbten 1445 Wiegands Anteil an der Herrschaft Hatzfeld. Kraft heiratete Usula von Löwenstein zu Löwenstein.
Engelbert († 1531), Sohn Krafts, war von 1512 bis 1516 als sayn-wittgensteinischer Amtmann auf Schloss Wittgenstein oberhalb von Laasphe tätig. Er vermählte sich vor 1497 mit Agathe von Dersch, die als Mitgift ein Drittel von Burg und Gericht Fronhausen, südlich von Marburg, in die Ehe einbrachte. Ihrem Sohn Georg († 1558) gelang schließlich 1539 der Erwerb der schweinsbergisch-löwensteinischen Anteile von Fronhausen. Mit seiner Frau Katharina hatte er vier Söhne, die alle kinderlos starben. Mit dem Tod von Georgs Sohn Johann am 15. Juni 1575 erlosch der hessische Zweig des Hauses Hatzfeldt, und die Hälfte des Besitzes in Oberhessen wurde als erledigtes Lehen von Landgraf Ludwig IV. eingezogen.

### Hatzfeld-Wildenburg

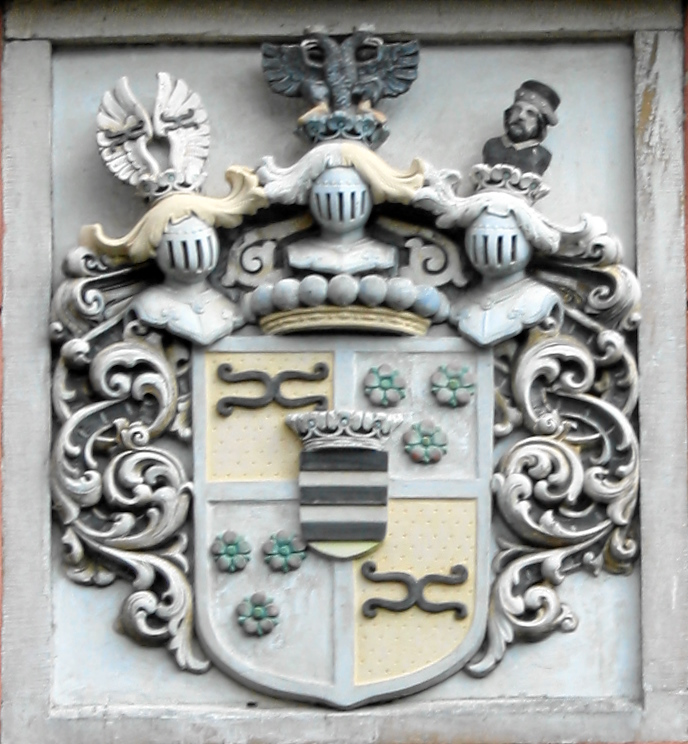
Das Wappen der Grafen von Hatzfeld-Wildenburg über dem Haupteingang von Schloss Kalkum

Die Linie Von Hatzfeld-Wildenburg geht auf den erwähnten sechsten Sohn des Kraft von Hatzfeld und der Jutta von Itter zurück, der ebenfalls Kraft hieß und 1331 starb. Sein ältester Sohn Johann († 1360) heiratete Margaretha von Biedenfeld.
Deren ältester Sohn hieß wieder Johann († nach 1407). In zweiter Ehe heiratete er Jutta von Wildenburg, Erbin des Wildenburger Landes mit der Wildenburg. Da dieses Territorium reichsunmittelbar war, gehörte die Familie seither dem regierenden Hochadel an.
Ihr gemeinsamer Sohn Gottfried, genannt „der Rauhe“, († nach 1422) heiratete Lukarde von Effertzhausen und bekam mit ihr neun Kinder. Ihr Sohn Johann († 1476) heiratete Katharina von Drachenfels. Dessen gleichnamiger Bruder Johann V. († 1482) heiratete in erster Ehe Regina von Nesselrode und in zweiter Ehe Dorothea von Attendorn. Er war von 1458 bis 1461 Marschall von Westfalen.

### Hatzfeld-Wildenburg-Weisweiler
Der ältere Sohn Johann von Hatzfelds († 1505) und Maria von Nesselrodes hieß ebenfalls Johann († 1522). Er heiratete 1509 Johanna von Harff und gelangte durch sie in Besitz der Burg Weisweiler. Seitdem nannte sich dieser Familienzweig „Hatzfeld-Wildenburg-Weisweiler“. Deren Sohn Werner († nach 1572) heiratete Margaretha Torck.
Deren Sohn Wilhelm († 1623) heiratete Johanna von Brempt.
Deren Sohn Johann Heinrich Wilhelm (1591–1627) heiratete Johanna Adolfine von Cortenbach.
Deren Sohn Wilhelm Heinrich († 1655) heiratete Maria von Velbrück. Er wurde am 27. Mai 1635 in Wien in den Reichsgrafenstand erhoben, war Mundschenk im Königreich Böhmen und ließ sich mit „Hoch- und Wohlgeboren, Graf von Hatzfeld-Wildenburg-Weissweiler“ anreden. Deren Sohn Adolf Alexander (1644–1721) heiratete Anna Maria Amelia Barbara, Freiin von Palant (1650–1726) und gelangte 1682 durch sie an das Haus Palant.
Deren Sohn Edmund Florenz Cornelius, (1674–1757) heiratete Isabella Johanna Maria Anna von Winkelhausen (1681–1762) und erwarb durch die Heirat das Schloss Kalkum bei Düsseldorf sowie die Rittersitze Groß-Winkelhausen, Remberg und Morp.

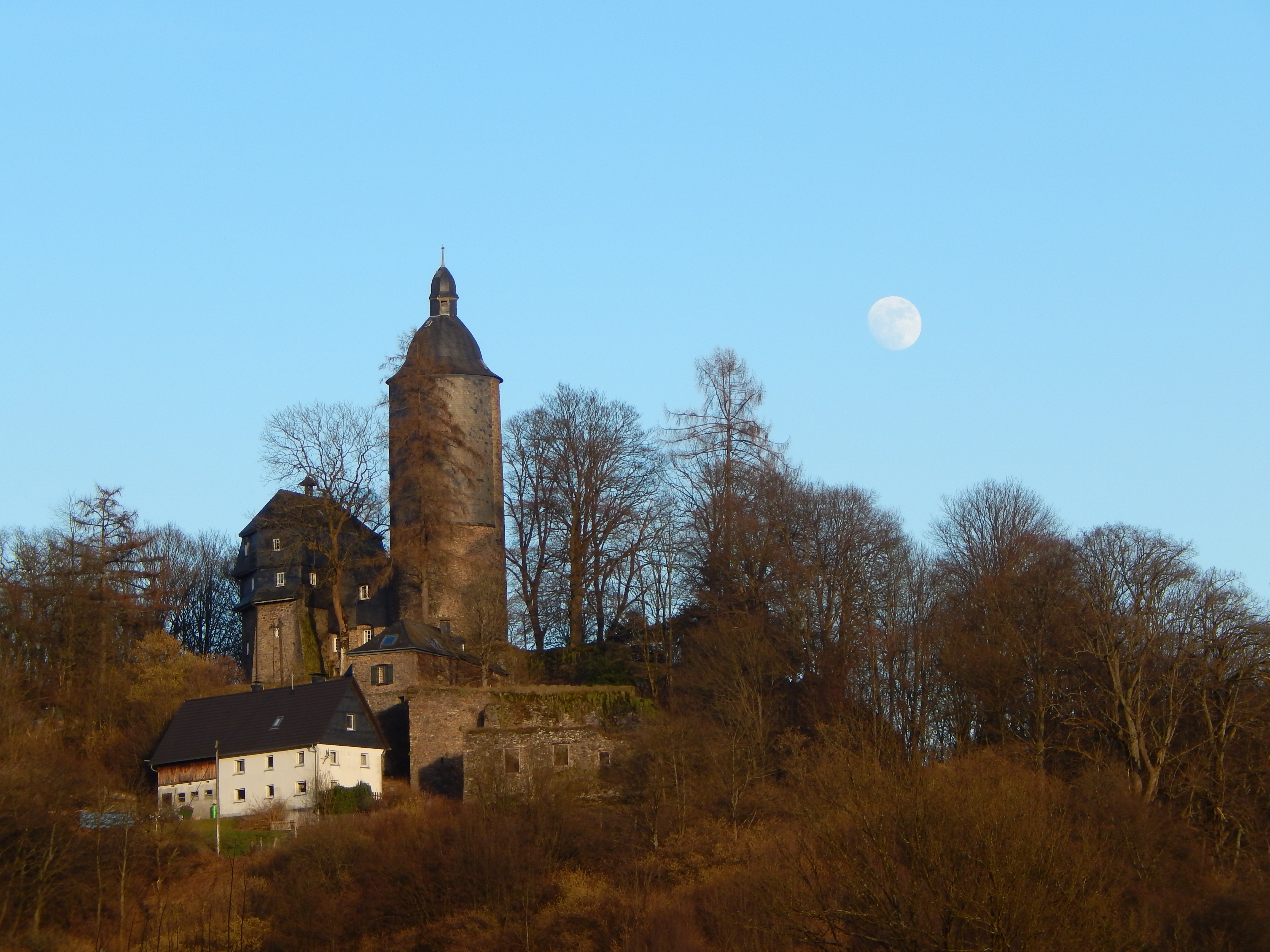
Wildenburg
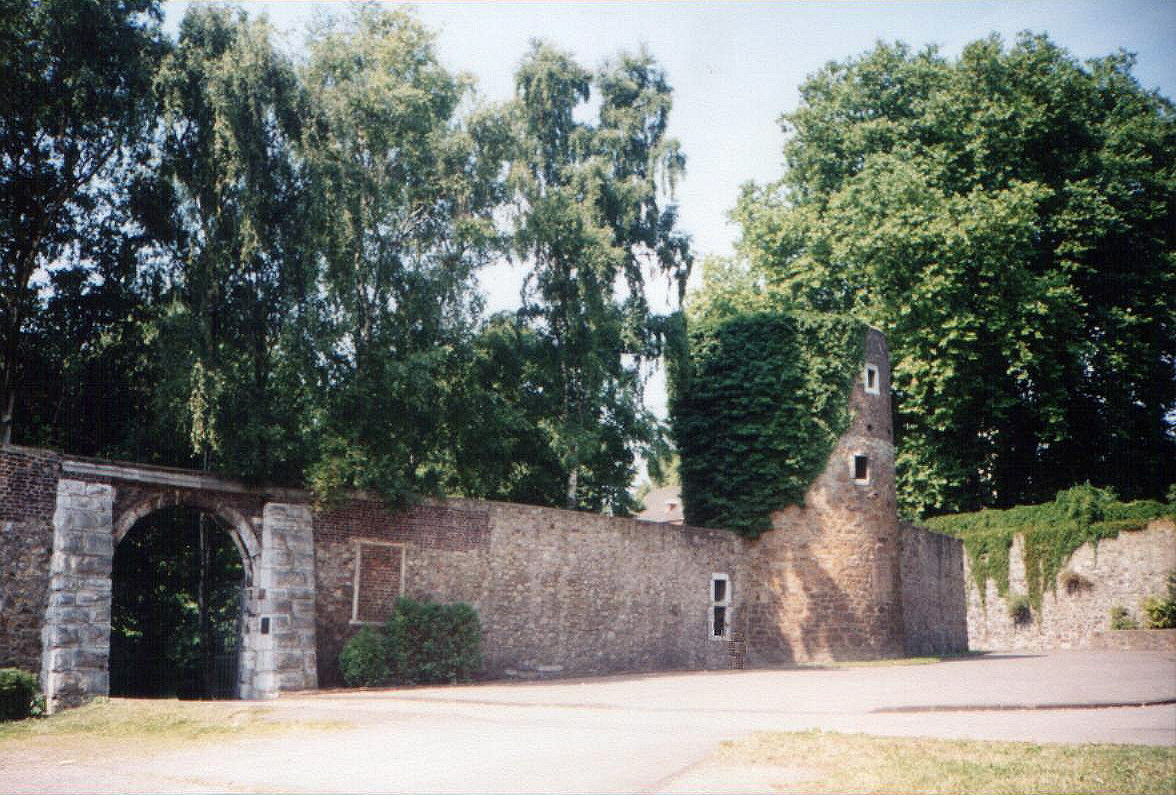
Burg Weisweiler bei Aachen
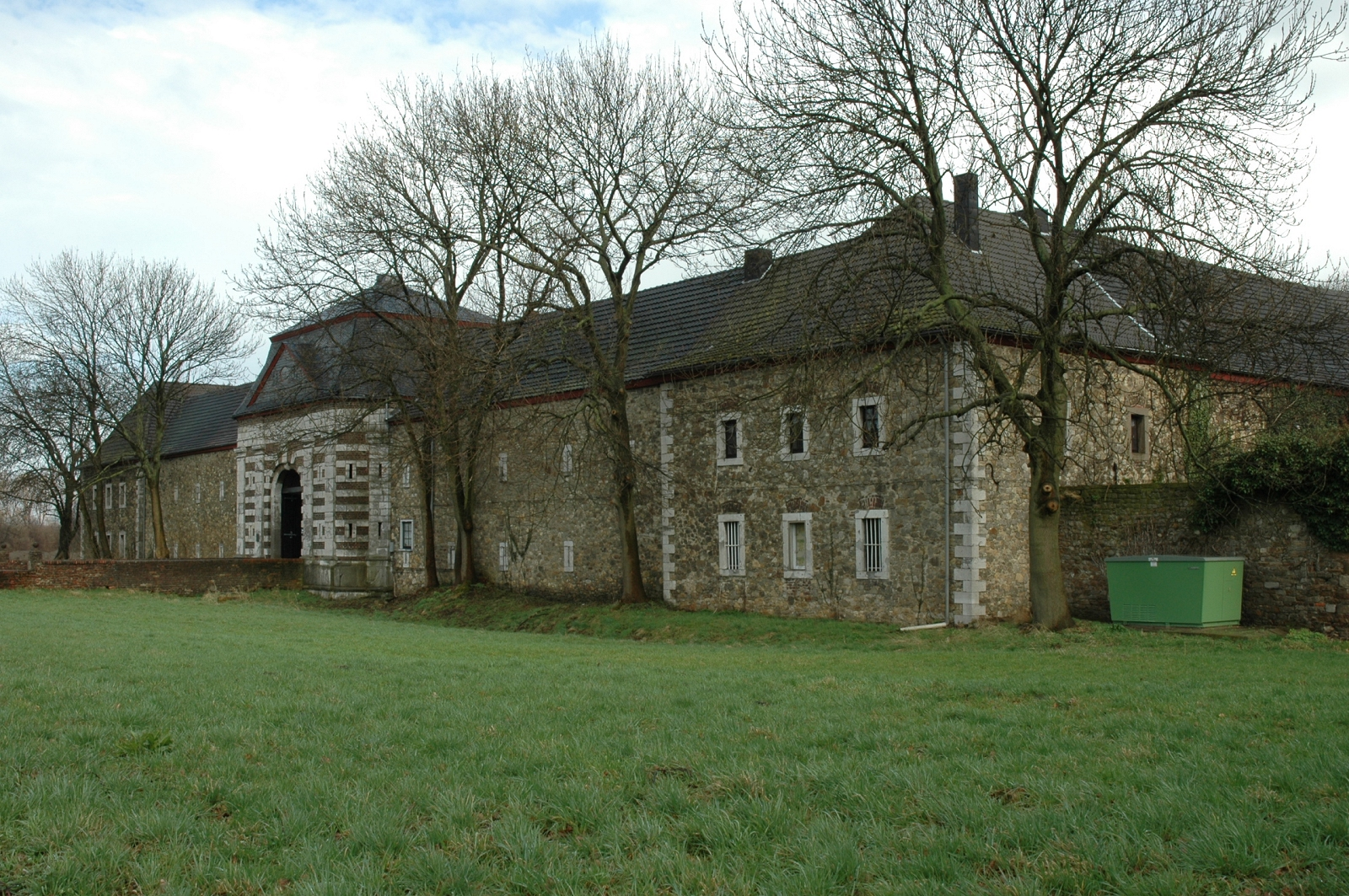
Haus Palant bei Aachen
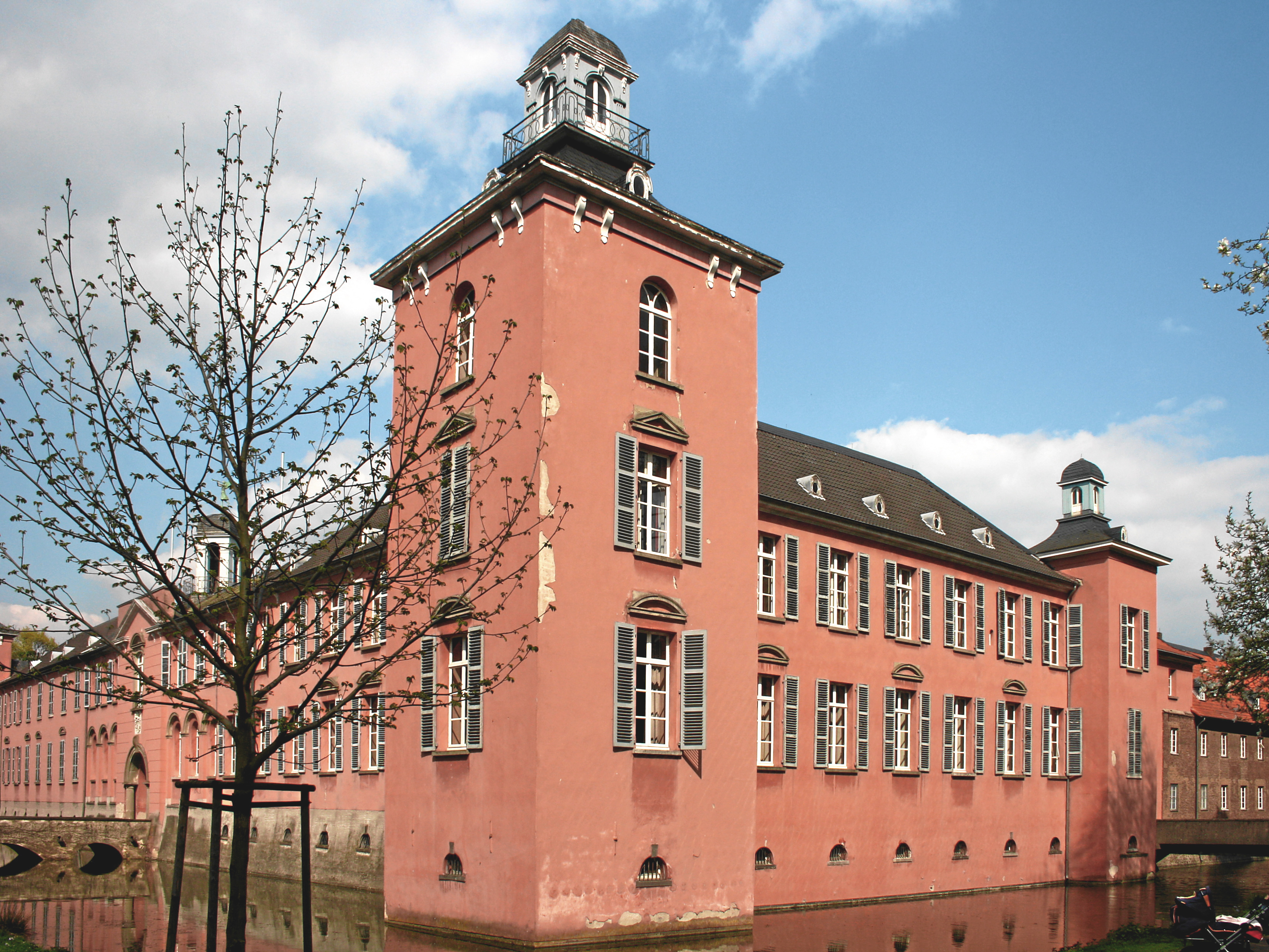
Schloss Kalkum in Düsseldorf
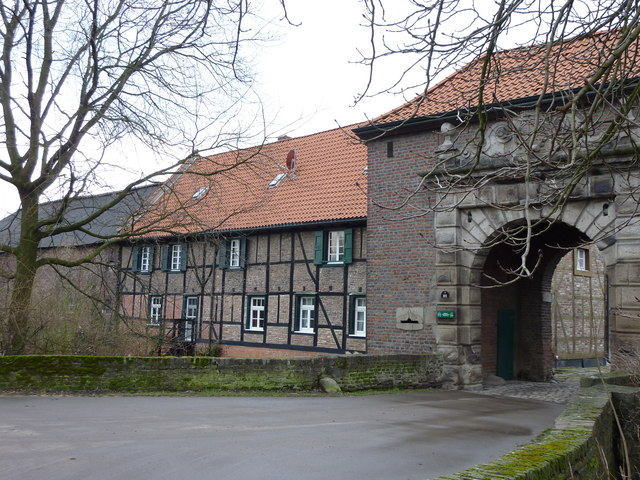
Rittersitz Groß-Winkelhausen bei Düsseldorf
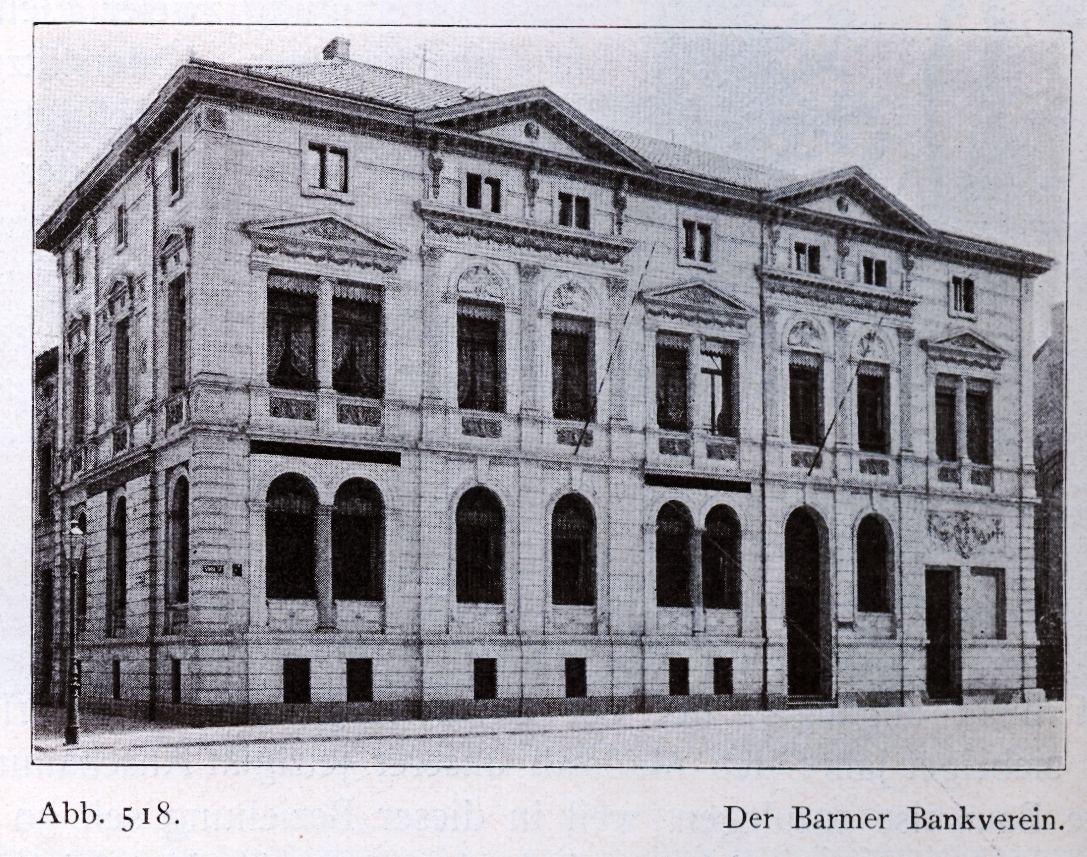
Hatzfeld’sches Palais in Düsseldorf

1769 verkauften die Erben die Burg Weisweiler und das Haus Palant an den Jülicher Landesherrn Kurfürst Karl Theodor.
1946 verkaufte die Erbin, Fürstin Marie von Hatzfeldt-Wildenburg, Schloss und Park Kalkum an das Land Nordrhein-Westfalen.

### Hatzfeld-Werther
Hermann von Hatzfeld († 1539), ein jüngerer Sohn Johann von Hatzfelds († 1505) und Maria von Nesselrodes, heiratete 1523 in zweiter Ehe Anna Droste von Schweckhausen und kam dadurch 1526 in den Besitz der Herrschaft Werther bei Bielefeld. Das Paar hatte acht Kinder, darunter die Domherren Sebastian, Heinrich und Wilhelm. Die Familie behielt Werther bis 1804.

### Hatzfeld-Merten
Franz von Hatzfeld († 1555), ein weiterer Sohn Johann von Hatzfelds († 1505) und Maria von Nesselrode, heiratete 1541 in zweiter Ehe Elisabeth von Wylich. Er gelangte in den Alleinbesitz der Burg Merten im Amt Blankenberg und wurde zum Stifter der Linie Hatzfeld-Merten, die 1681 mit Daniel von Hatzfeld im Mannesstamm erlosch.

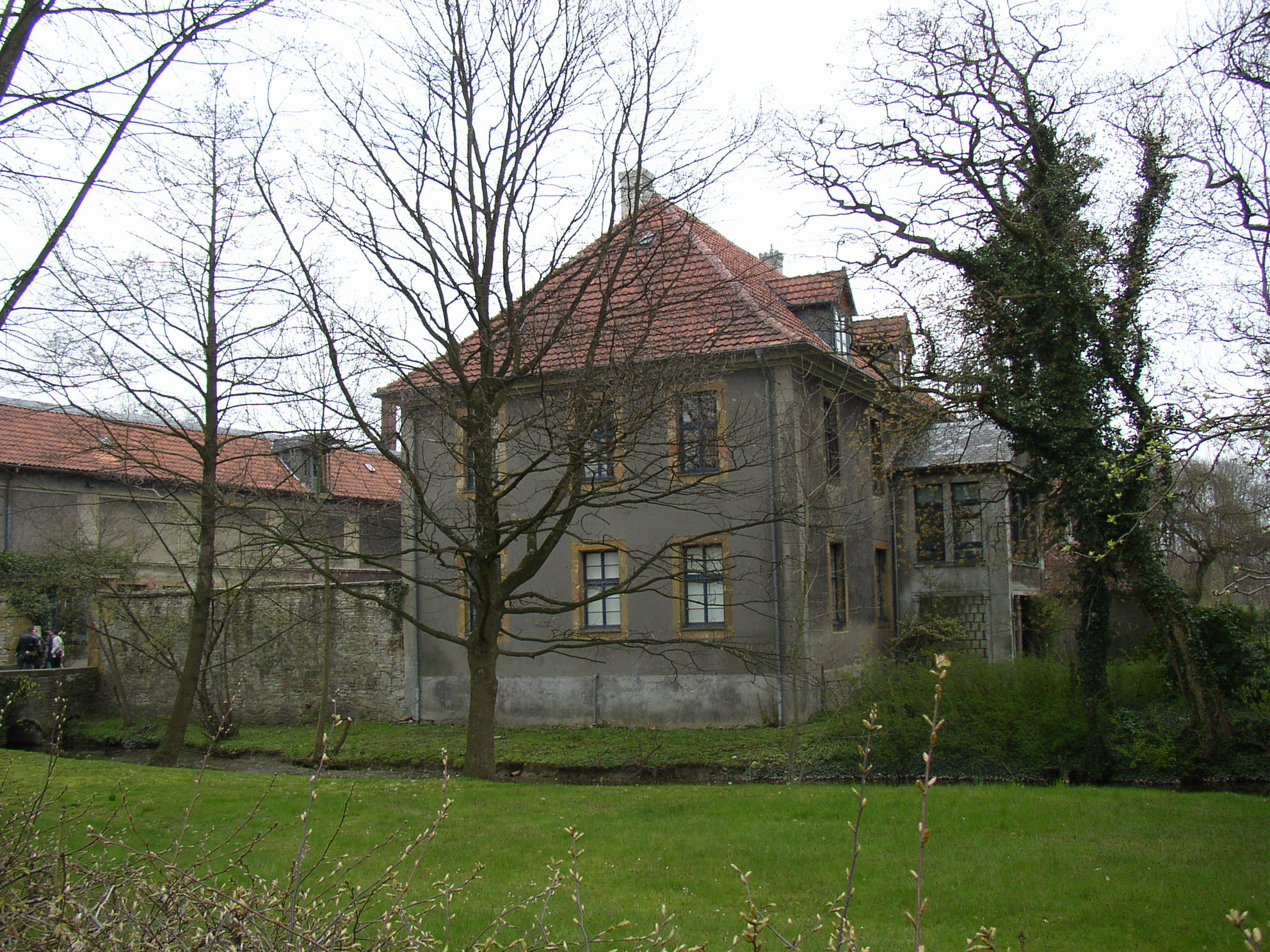
Haus Werther bei Bielefeld, Westfalen
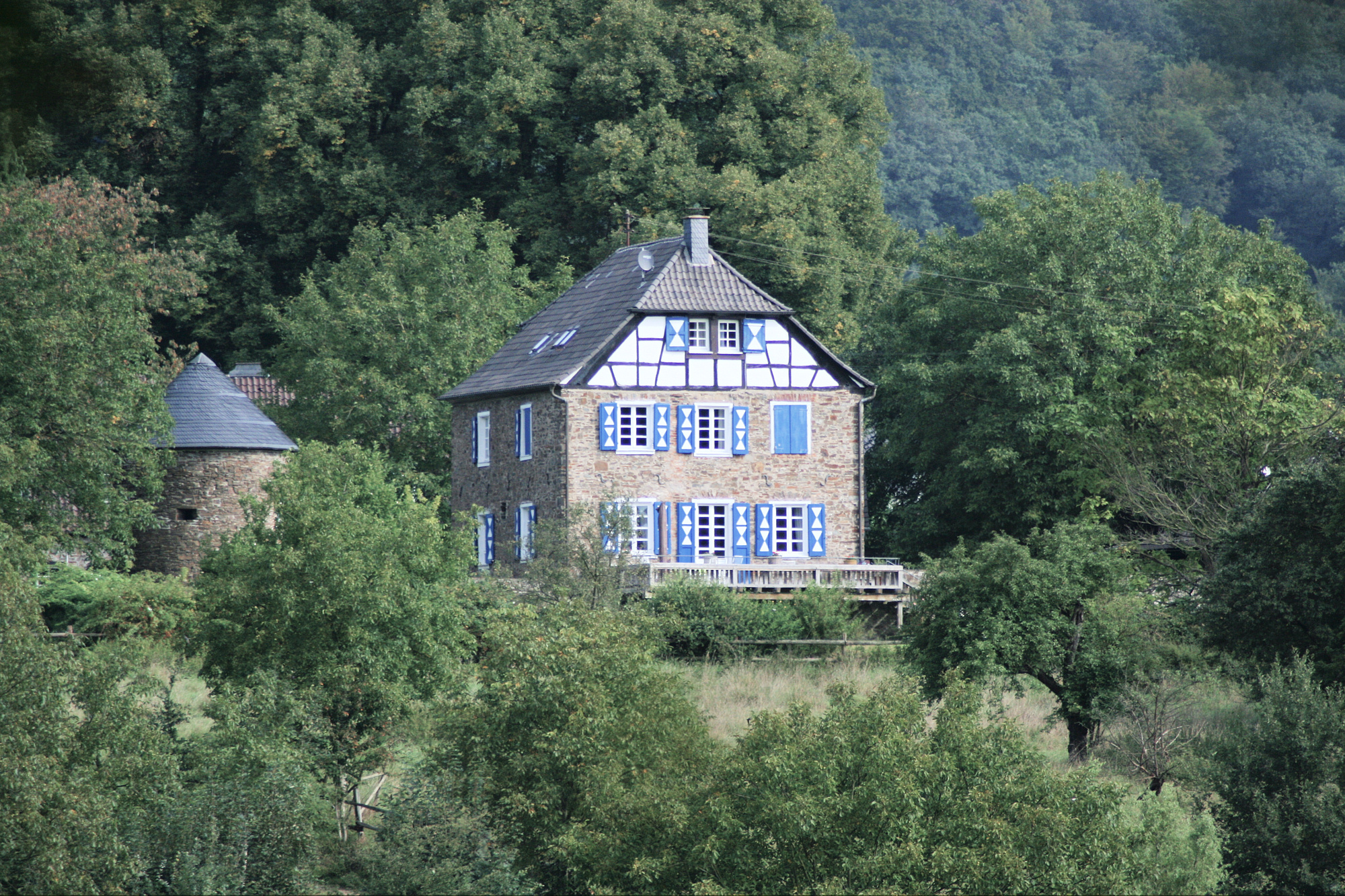
Burg Merten im Rhein-Sieg-Kreis
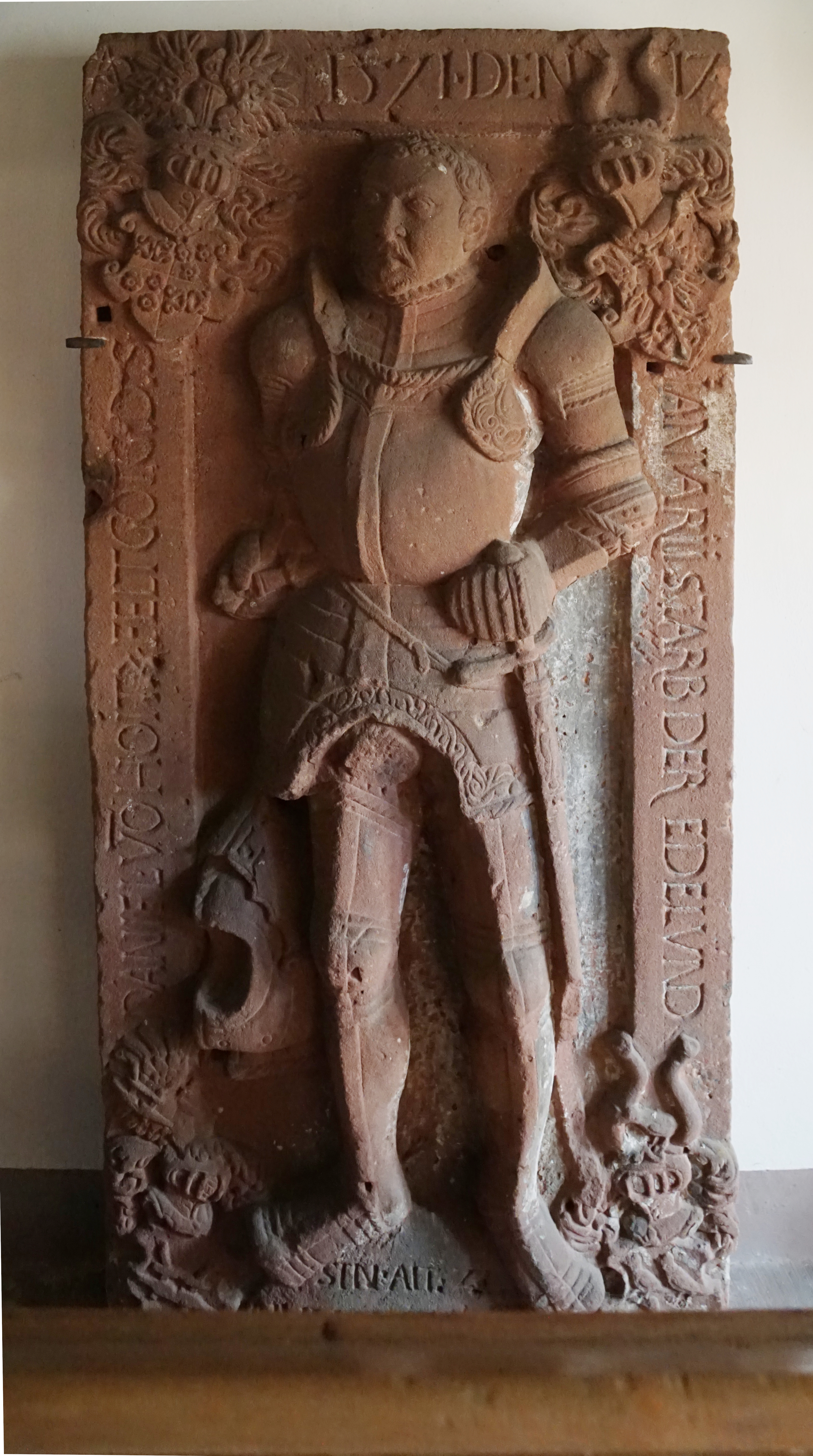
Epitaph Daniel von Hatzfeld († 1571) in der Martinskirche Schönstadt

### Hatzfeld-Schönstein
Hermann von Hatzfeld († 1600), einer der sieben Söhne Hermanns und der Anna Droste von Schweckhausen, war Drost zu Balve und erhielt 1589 vom Erzstift Köln Teile des Kirchspiels Wissen (das Amt Schönstein) zu Lehen und das Schloss Schönstein als Eigenbesitz als Würdigung seiner Verdienste im Truchsessischen Krieg. Er ließ das Schloss in den Folgejahren für etwa 16.000 Gulden erneuern. Es befindet sich bis heute im Familienbesitz der Linie Hatzfeld-Wildenburg-Dönhoff.

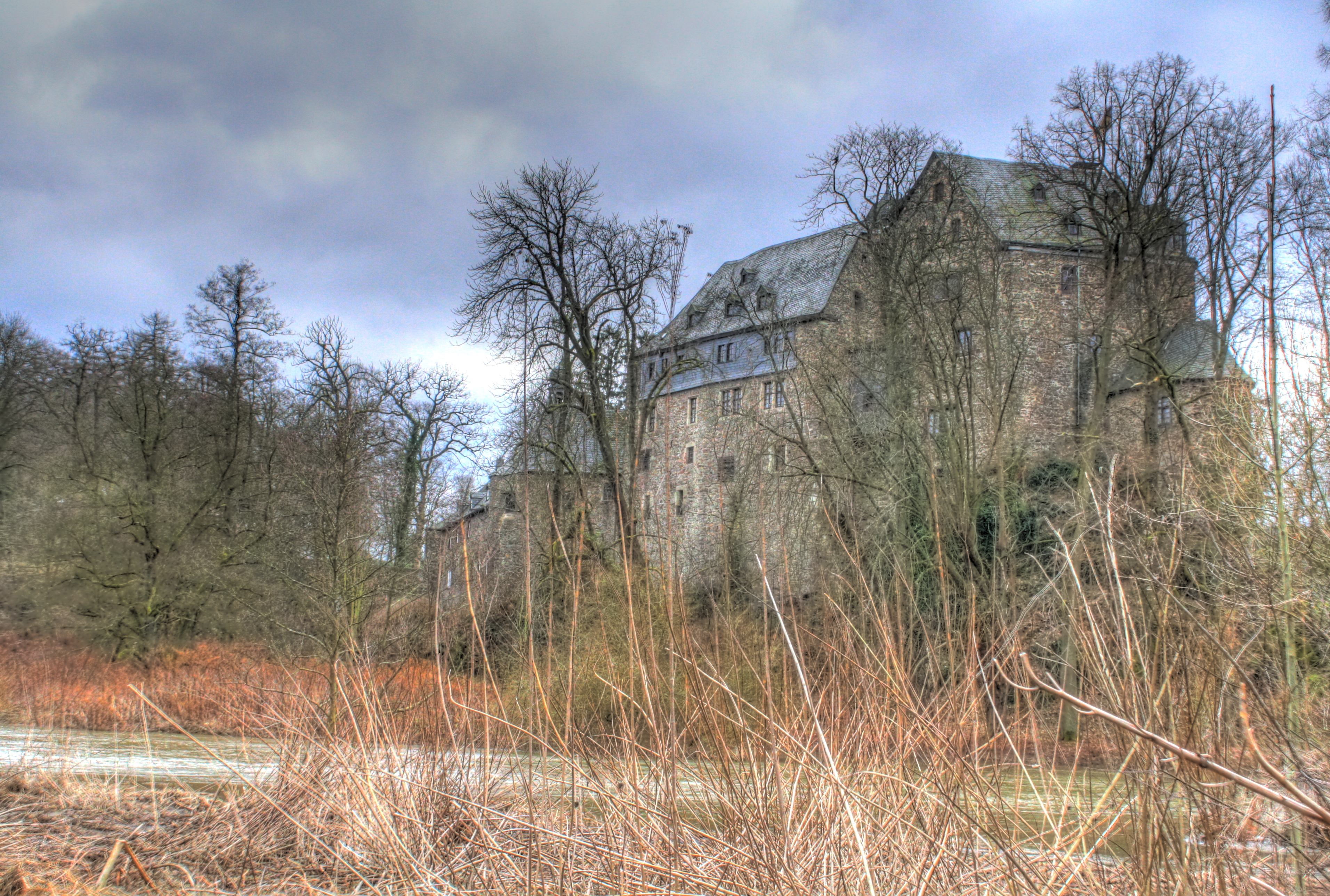
Schloss Schönstein im Landkreis Altenkirchen, Rheinland-Pfalz (bis heute im Familienbesitz)

### Hatzfeld-Wildenburg-Crottorf (Hatzfeld-Gleichen-Trachenberg)
Der vierte Sohn Gottfrieds († vor 1422) und Lukarde von Effertshausen hieß ebenfalls Gottfried. Er heiratete Jutta Wais von Fauerbach und starb 1469. Deren Sohn Georg († 1523) heiratete Anna von Steinenbach, mit der er 14 Kinder hatte.
Deren Sohn Friedrich Gottfried († 1531) heiratete Margareta von Schlitz, genannt von Görtz.
Deren Sohn Wilhelm († 1570) heiratete Katharina von Selbach genannt Lohe, Erbin des Schlosses Crottorf und begründete so das Haus Hatzfeld-Wildenburg-Crottorf.

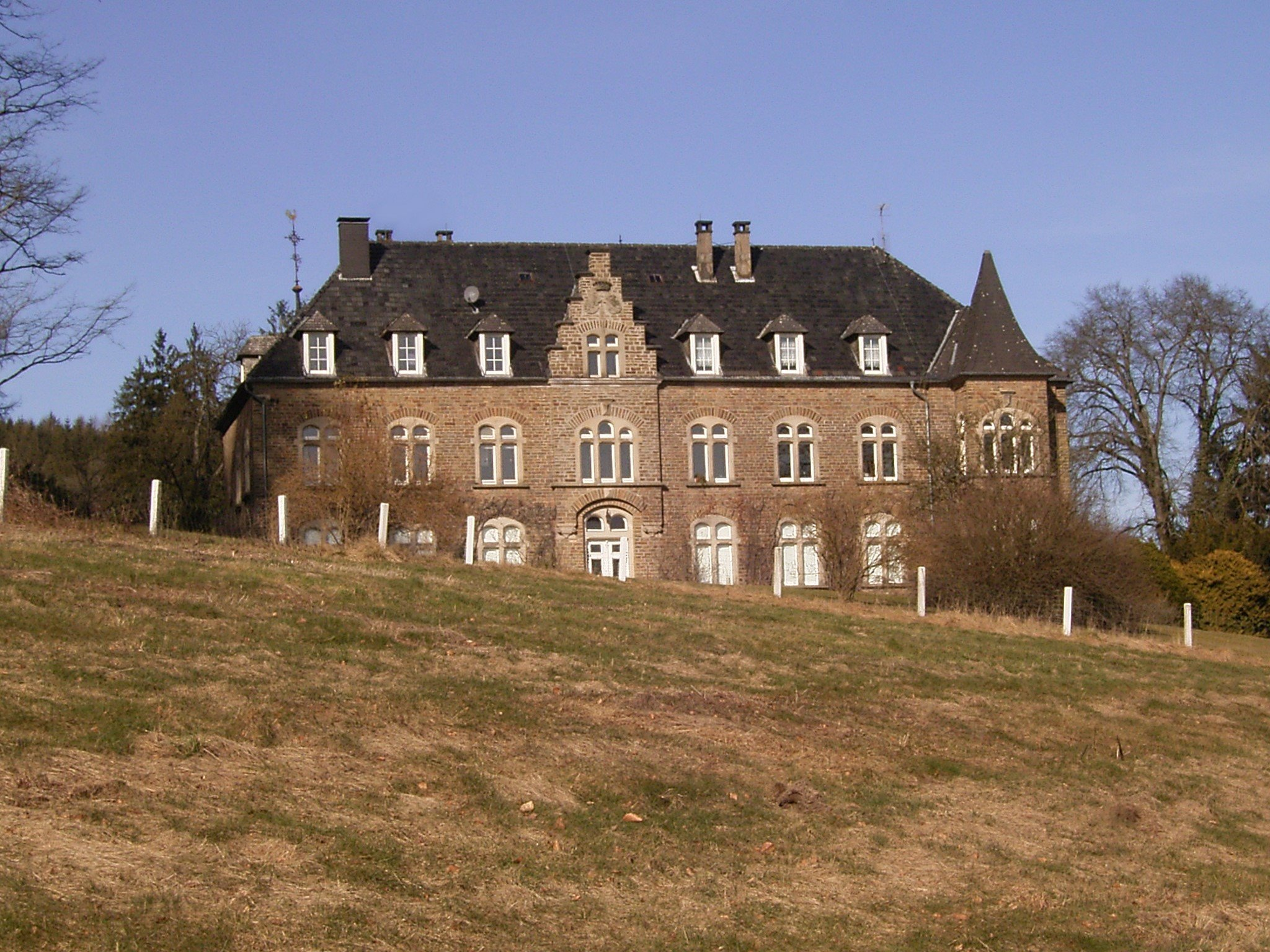
Burg Volperhausen als Vorposten von
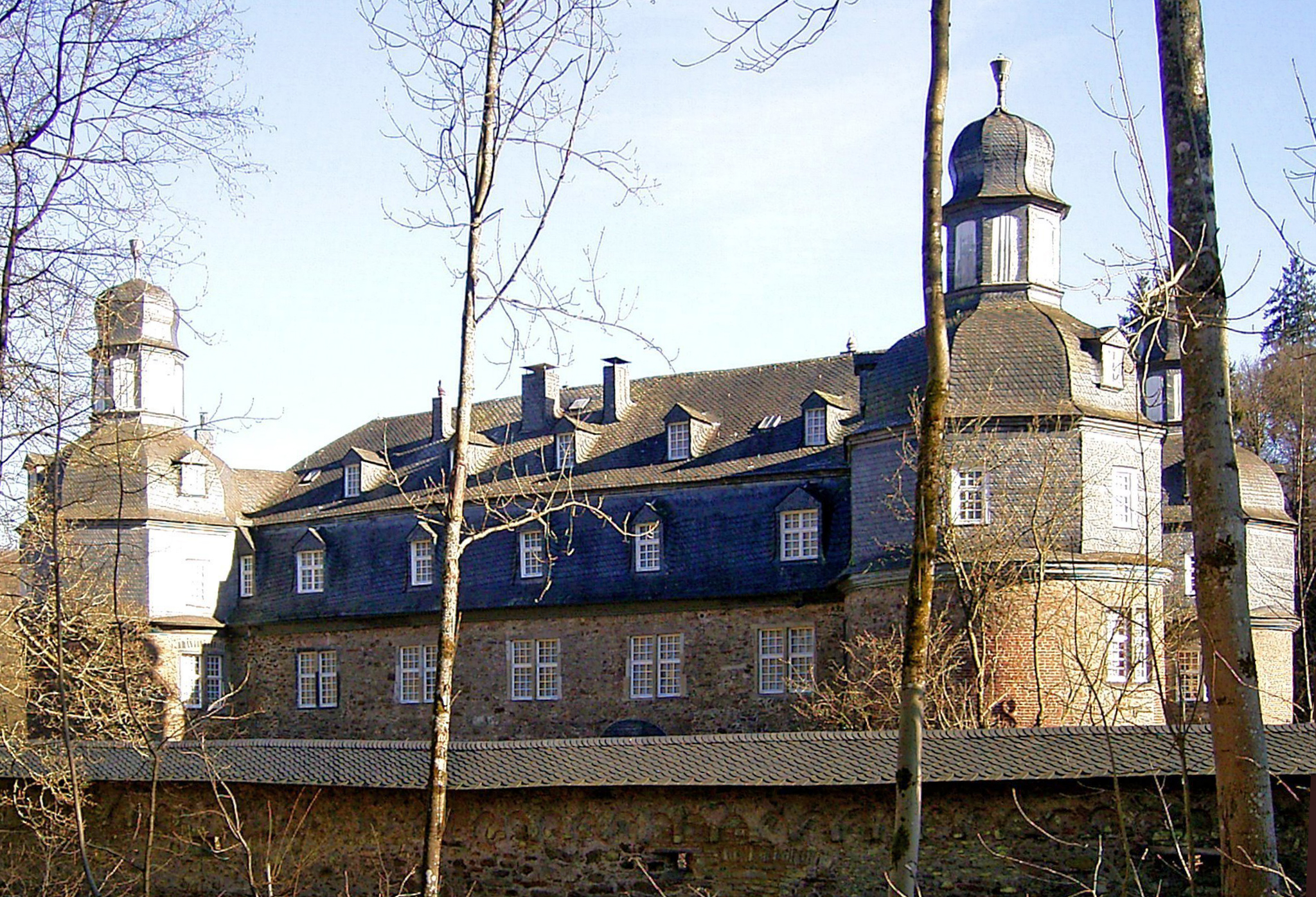
Schloss Crottorf im Wildenburger Land (bis heute im Familienbesitz)

Deren Sohn Sebastian († 1630) war kurmainzischer Rat, Oberamtmann und Landrichter des Eichsfelds in Heiligenstadt. Er ließ Schloss Crottorf zwischen 1605 und 1622 zu einer Dreiflügelanlage erweitern. Er heiratete Lucia zu Sickingen, mit der er sechs Kinder bekam, darunter den späteren Feldherrn Melchior von Hatzfeld, den späteren Fürstbischof von Würzburg und Bamberg, Franz von Hatzfeld, und den späteren Grafen zu Gleichen und Trachenberg, Hermann von Hatzfeld. Nach dem Tod Sebastians folgte ihm zunächst sein Sohn Melchior als Besitzer von Crottorf, der den Familienbesitz im Dreißigjährigen Krieg enorm erweiterte.

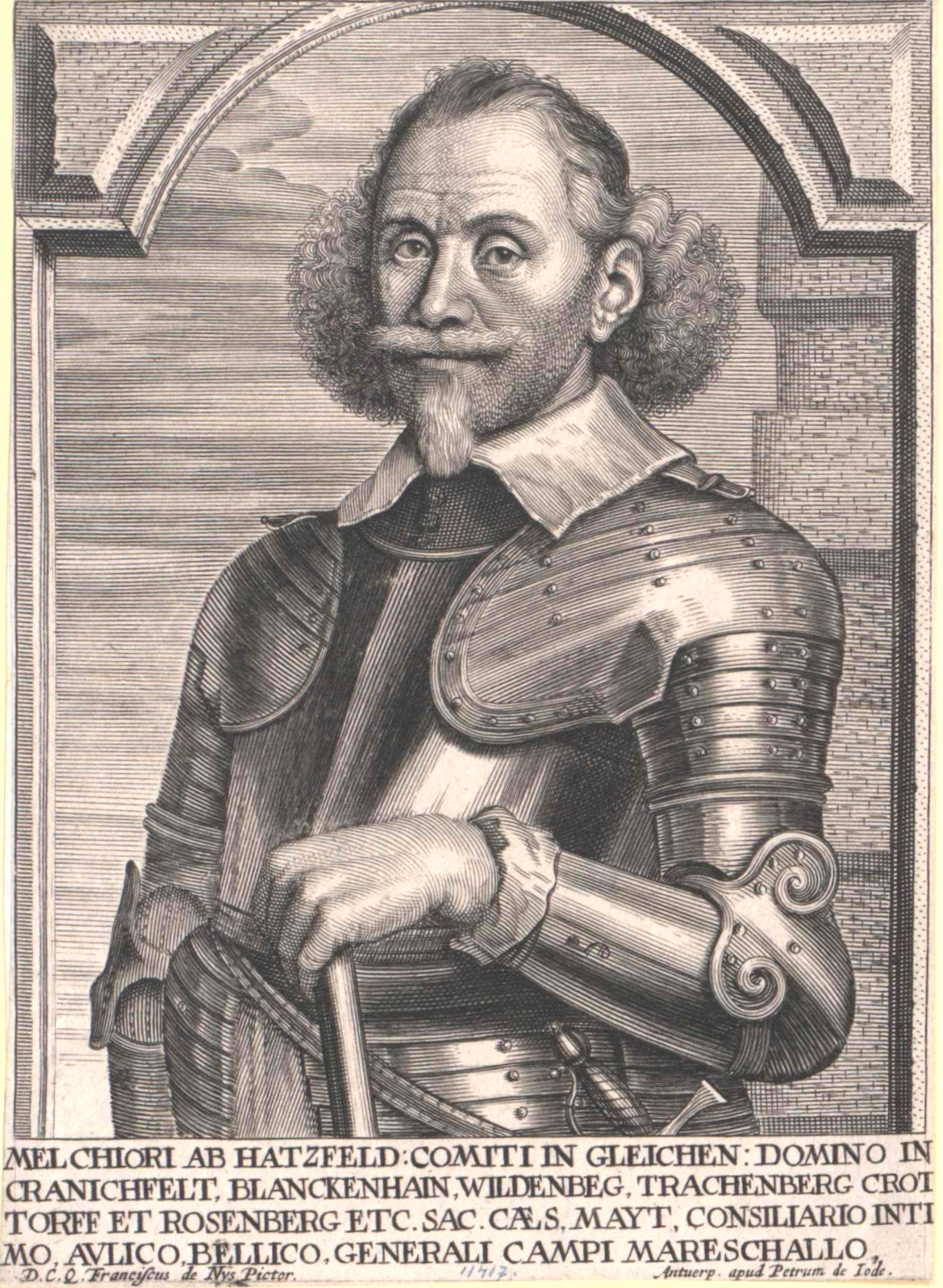
Graf Melchior von Hatzfeldt (1593–1658), Feldherr im Dreißigjährigen Krieg

Der Dreißigjährige Krieg brachte der Familie einige Vorteile: 1635 wurde der unter Wallenstein dienende Melchior von Hatzfeld, Herr auf Crottorf, zum Grafen erhoben und mit der Herrschaft und der Burg Gleichen einschließlich des Ortes Wandersleben in Thüringen belehnt, die nach Aussterben der Grafen von Gleichen an das Erzstift Mainz zurückgefallen waren. Er nannte sich nun Graf von Gleichen und Hatzfeldt. Er erwarb in Thüringen ferner die Herrschaften Blankenhain und Nieder-Cranichfeld sowie das Gericht zu Hochheim bei Erfurt. 1641 folgte die Belehnung mit der Herrschaft Trachenberg, dem heutigen Żmigród in Schlesien (bis 1945 in der Familie). Nach dem Aussterben der fränkischen Familie von Rosenberg belehnte Brandenburg-Ansbach den Feldmarschall mit der Herrschaft Rosenberg, der Stadt Niederstetten mit dem Schloss Haltenbergstetten (1641–1794 in der Familie Hatzfeld), dem Dorf Waldenhofen und Schloss Waldmannshofen (1641–1886 in der Familie), welches er zum Renaissanceschloss mit barocken Elementen ausbaute. 1640 kam Schloss Unterschüpf als kurmainzisches Lehen an ihn, das bis 1794 im Familienbesitz blieb.

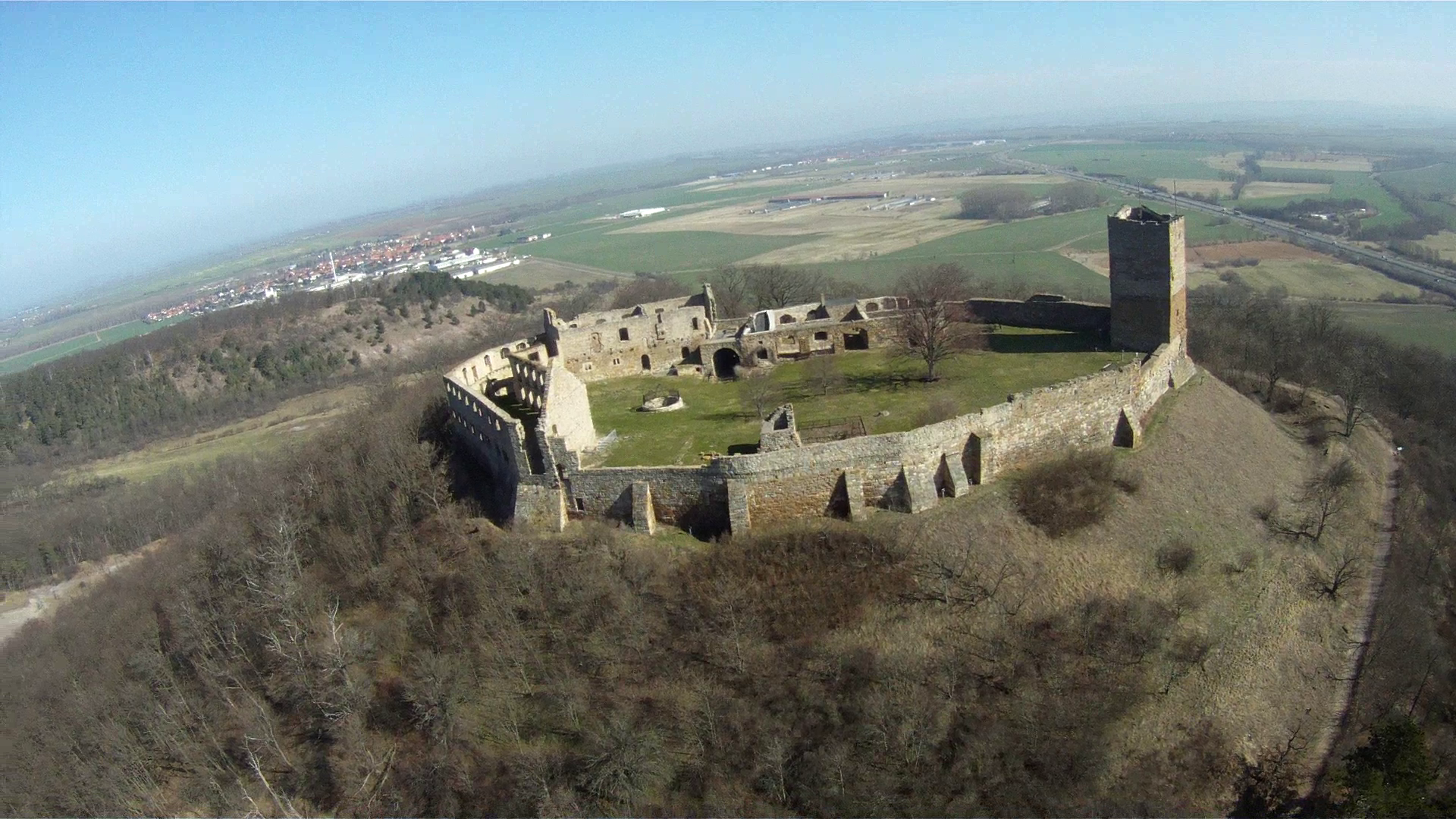
Burg Gleichen, Thüringen
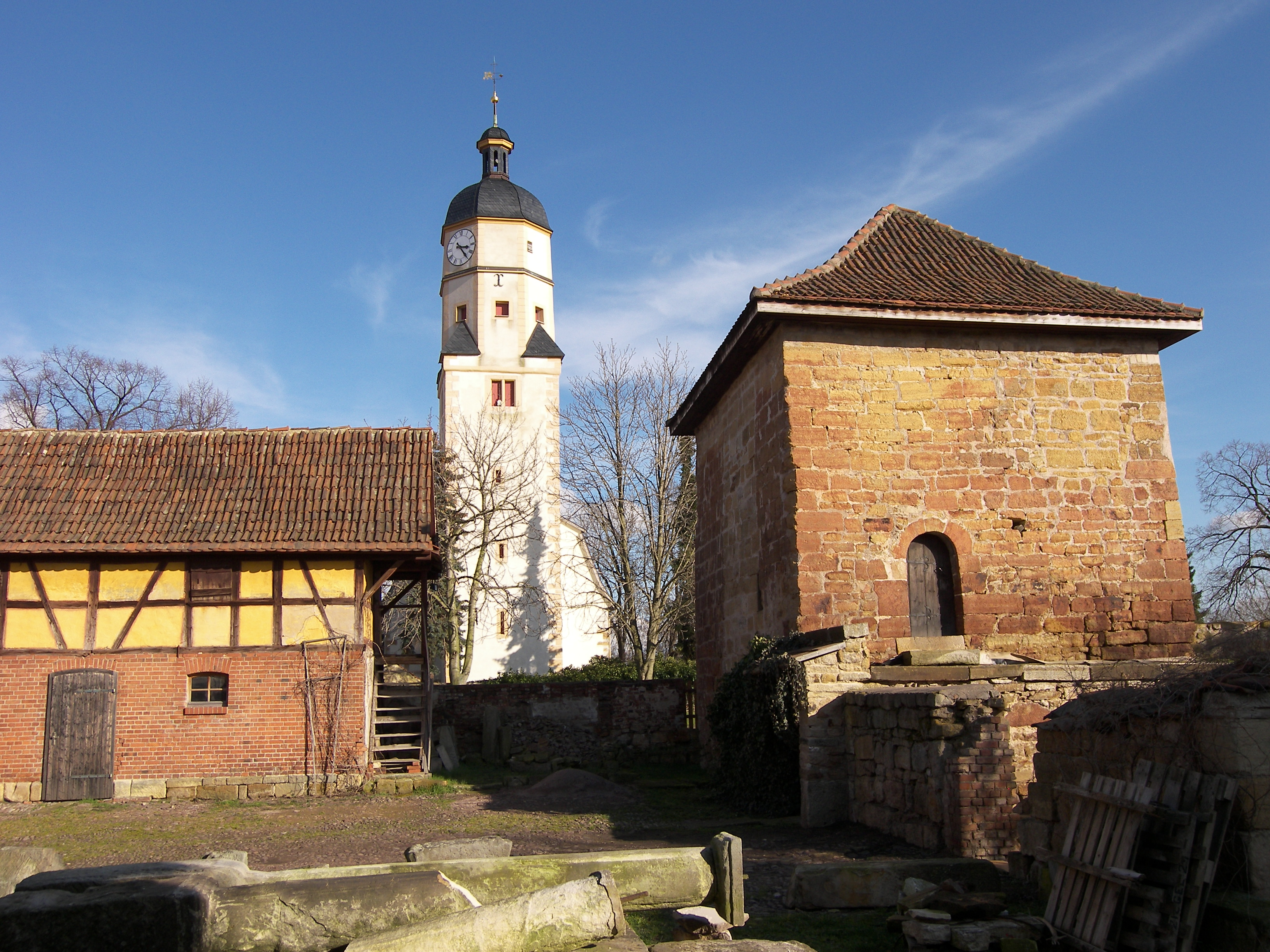
Kirche und Wohnturm in Wandersleben, Thüringen
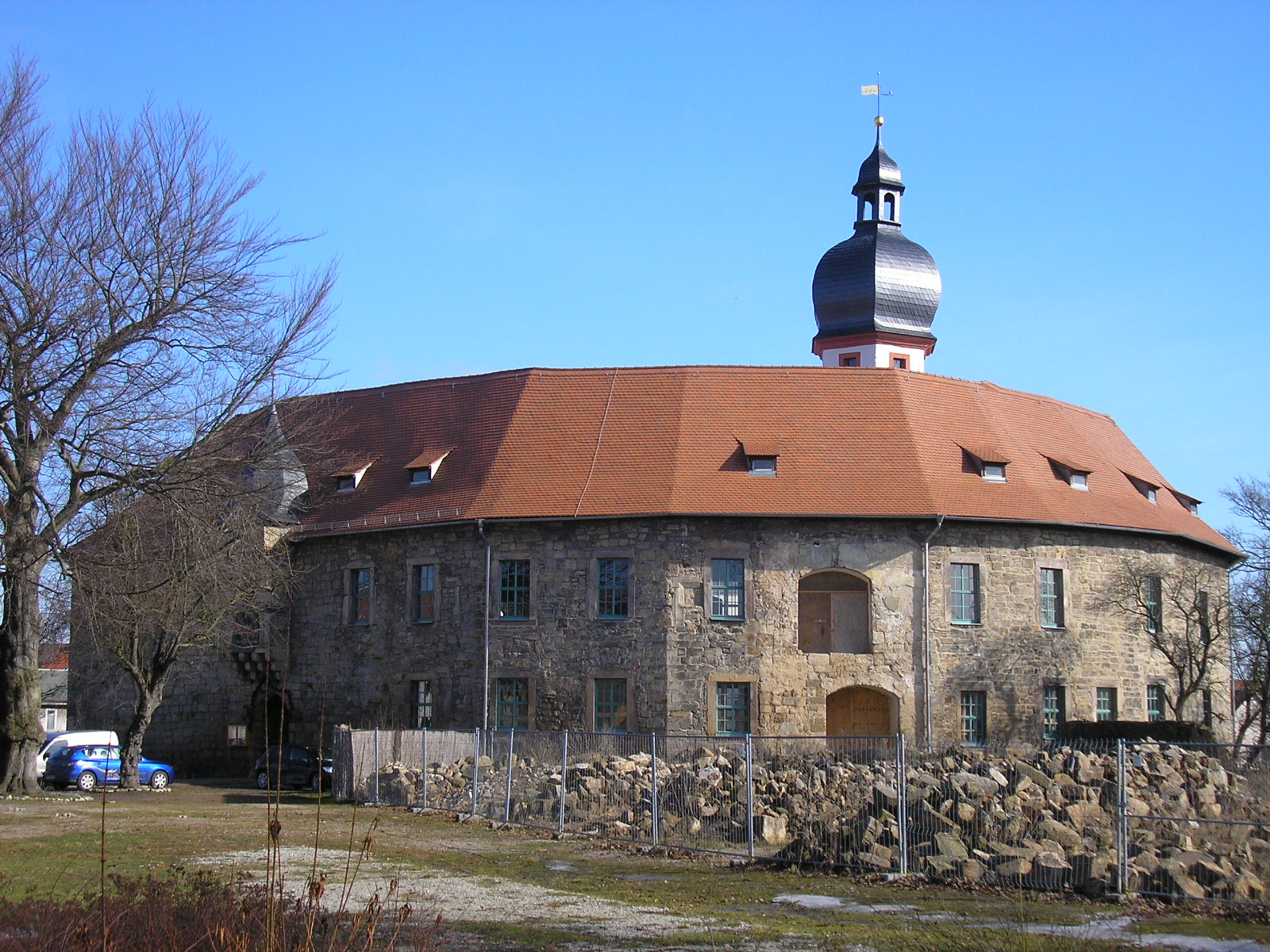
Schloss Blankenhain, Thüringen
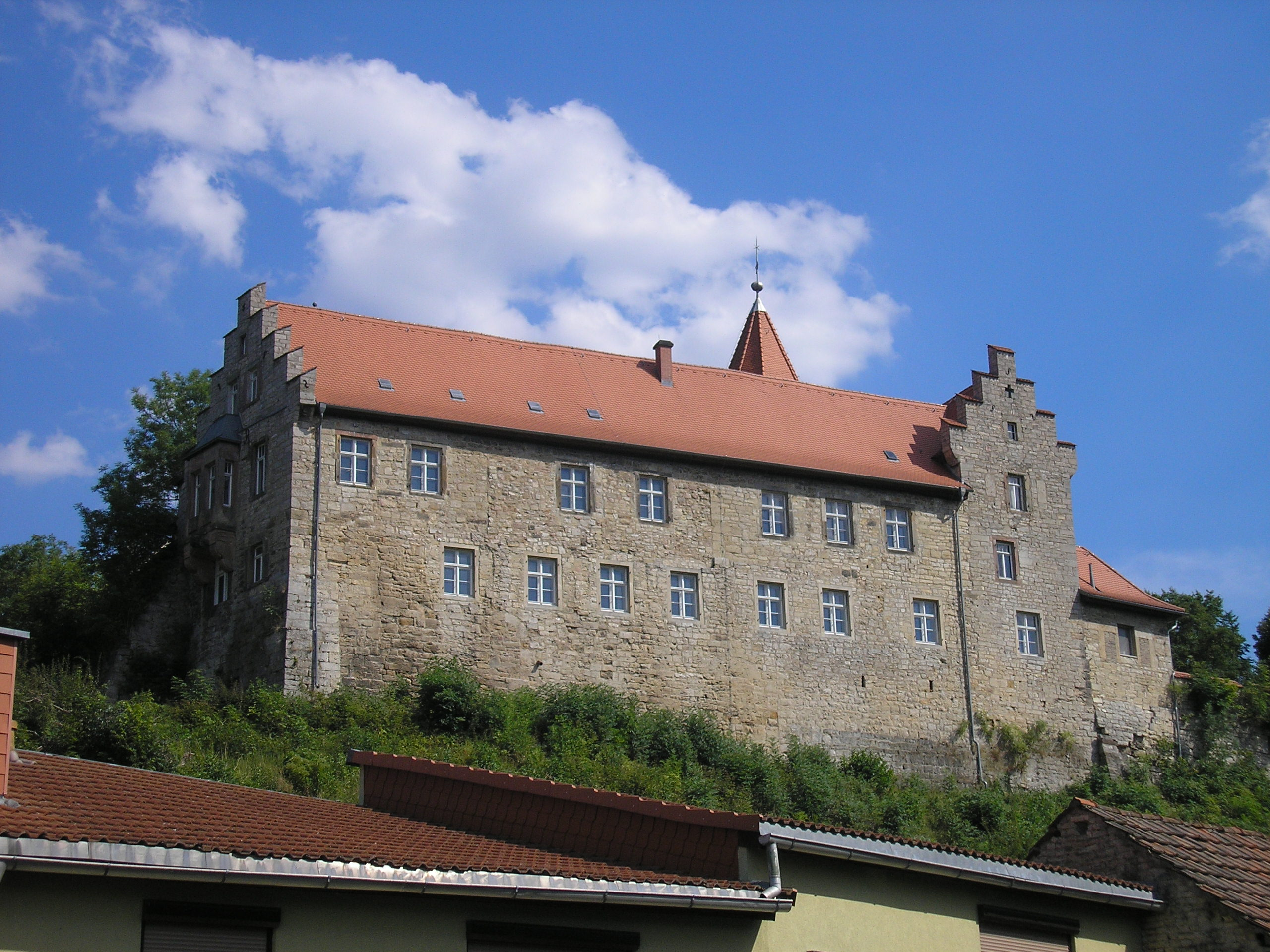
Die Niederburg in Kranichfeld, Thüringen
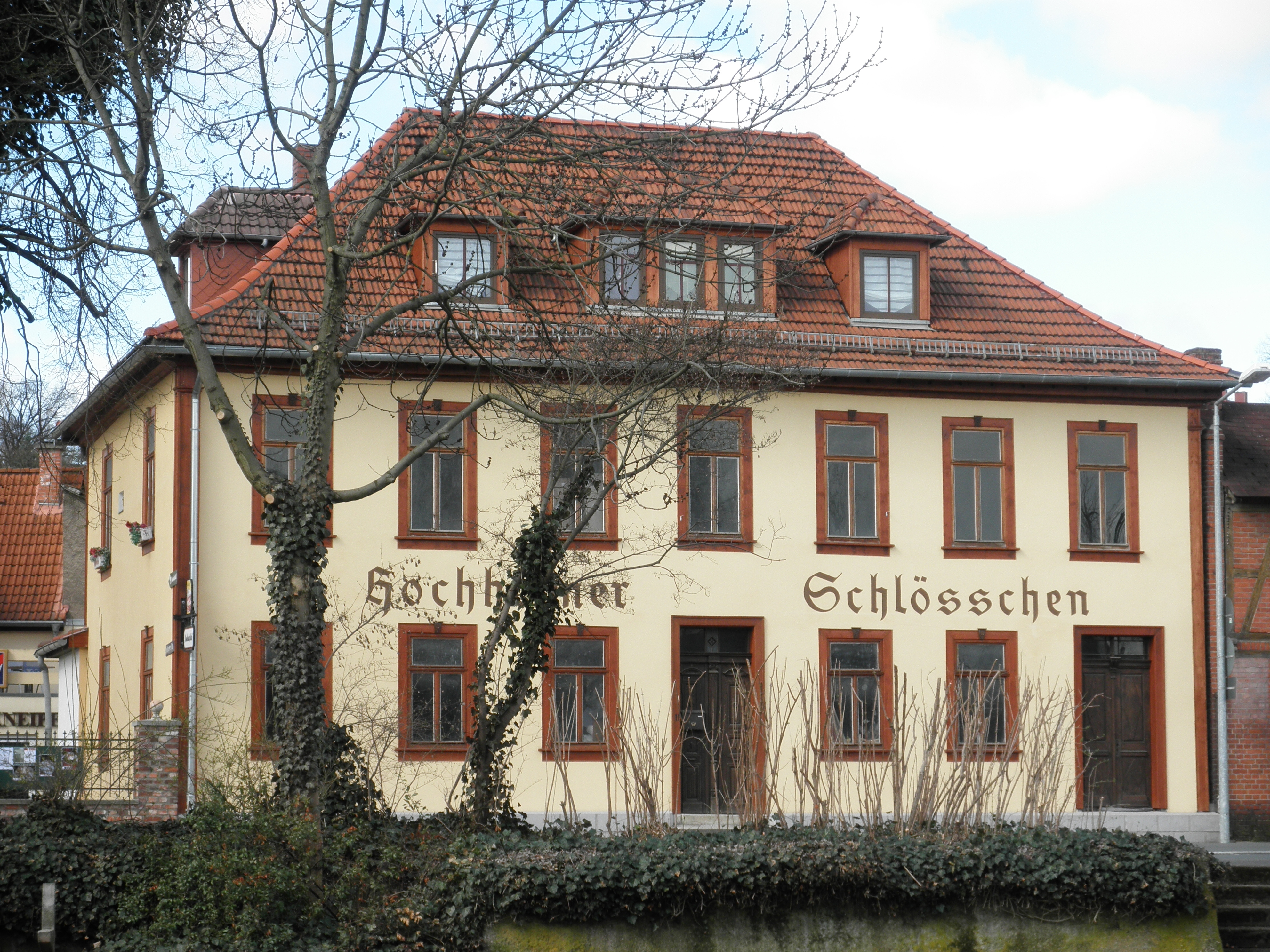
Hochheim bei Erfurt, Thüringen
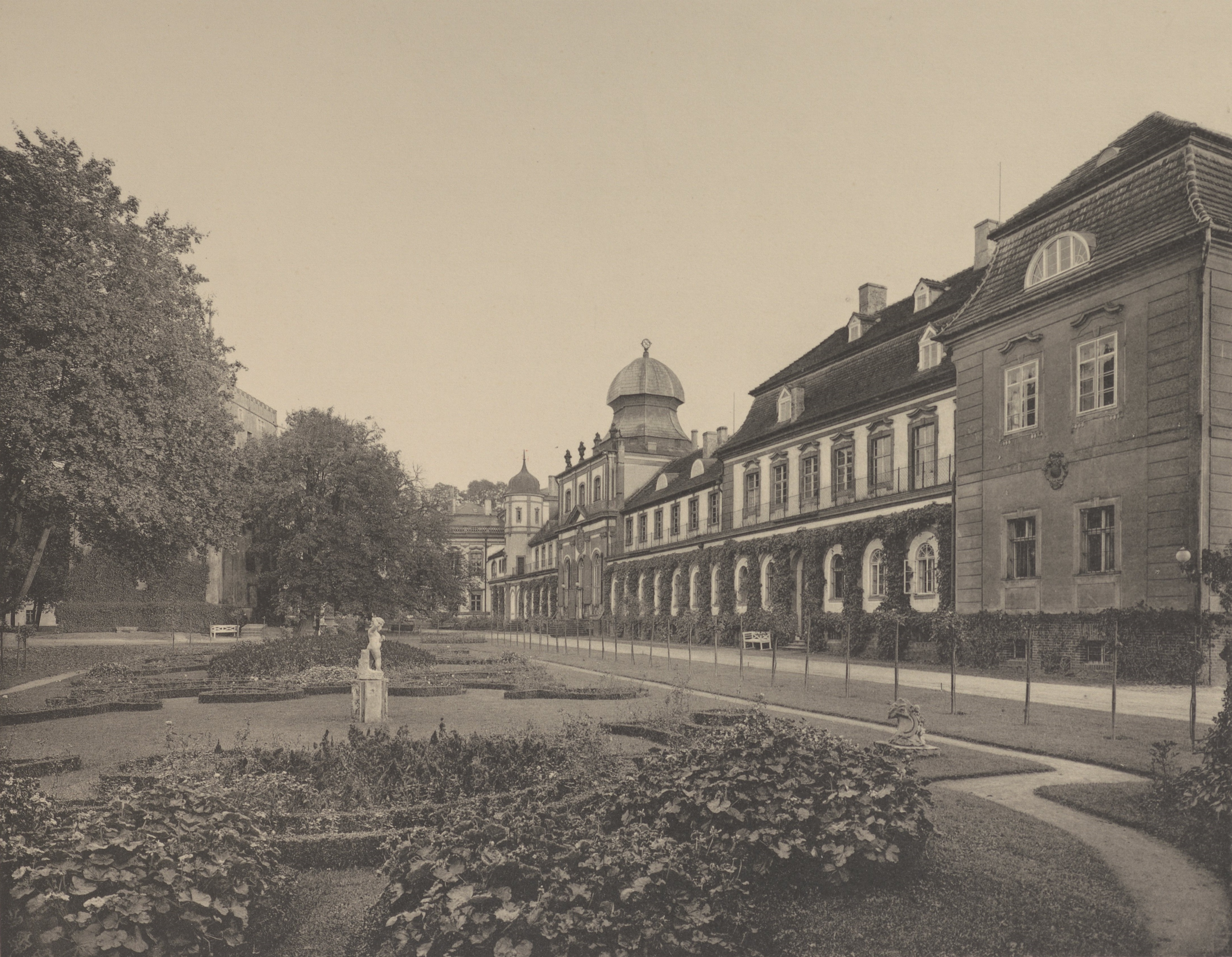
Schloss Trachenberg, Niederschlesien
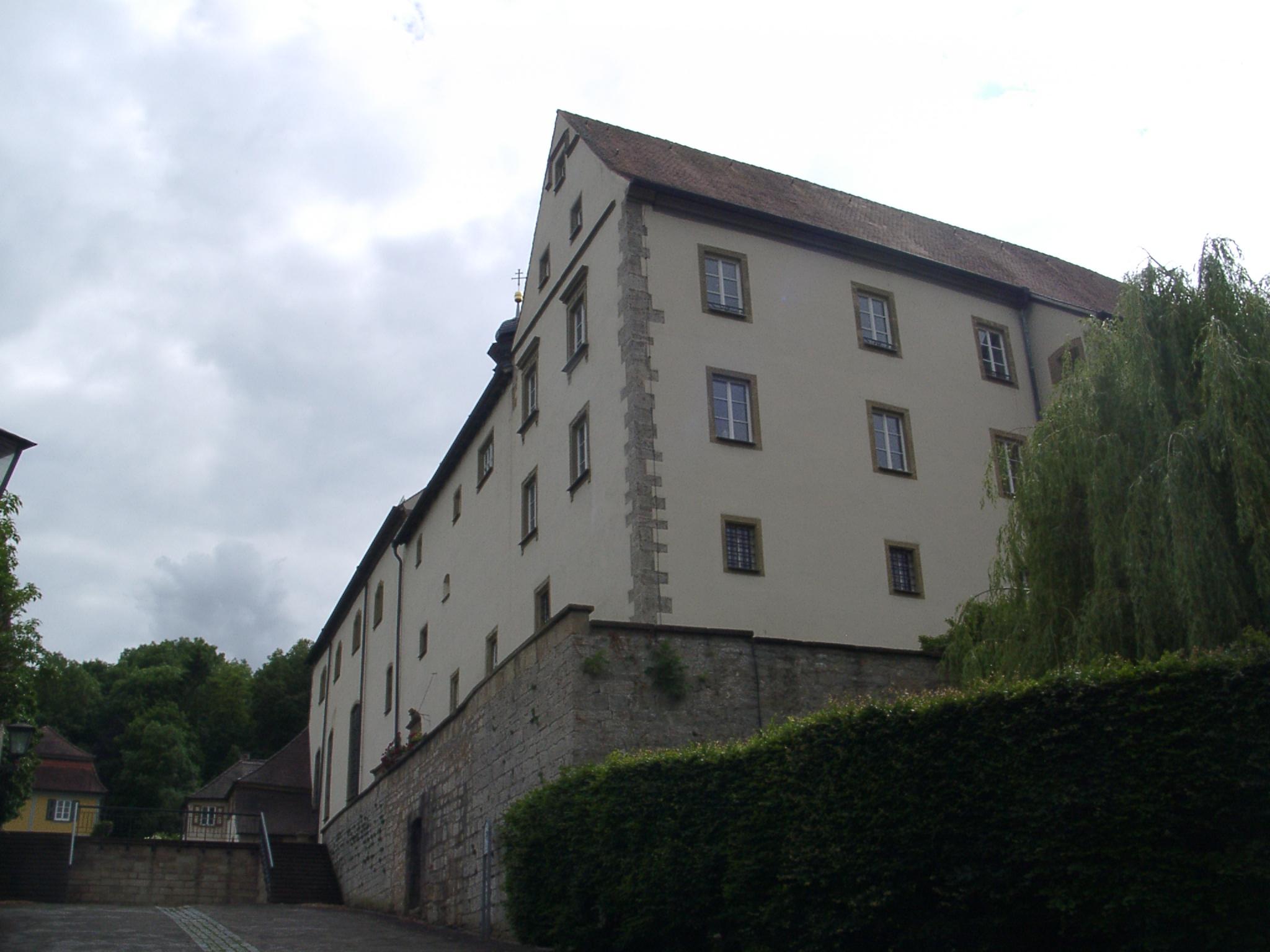
Schloss Haltenbergstetten, Main-Tauber-Kreis
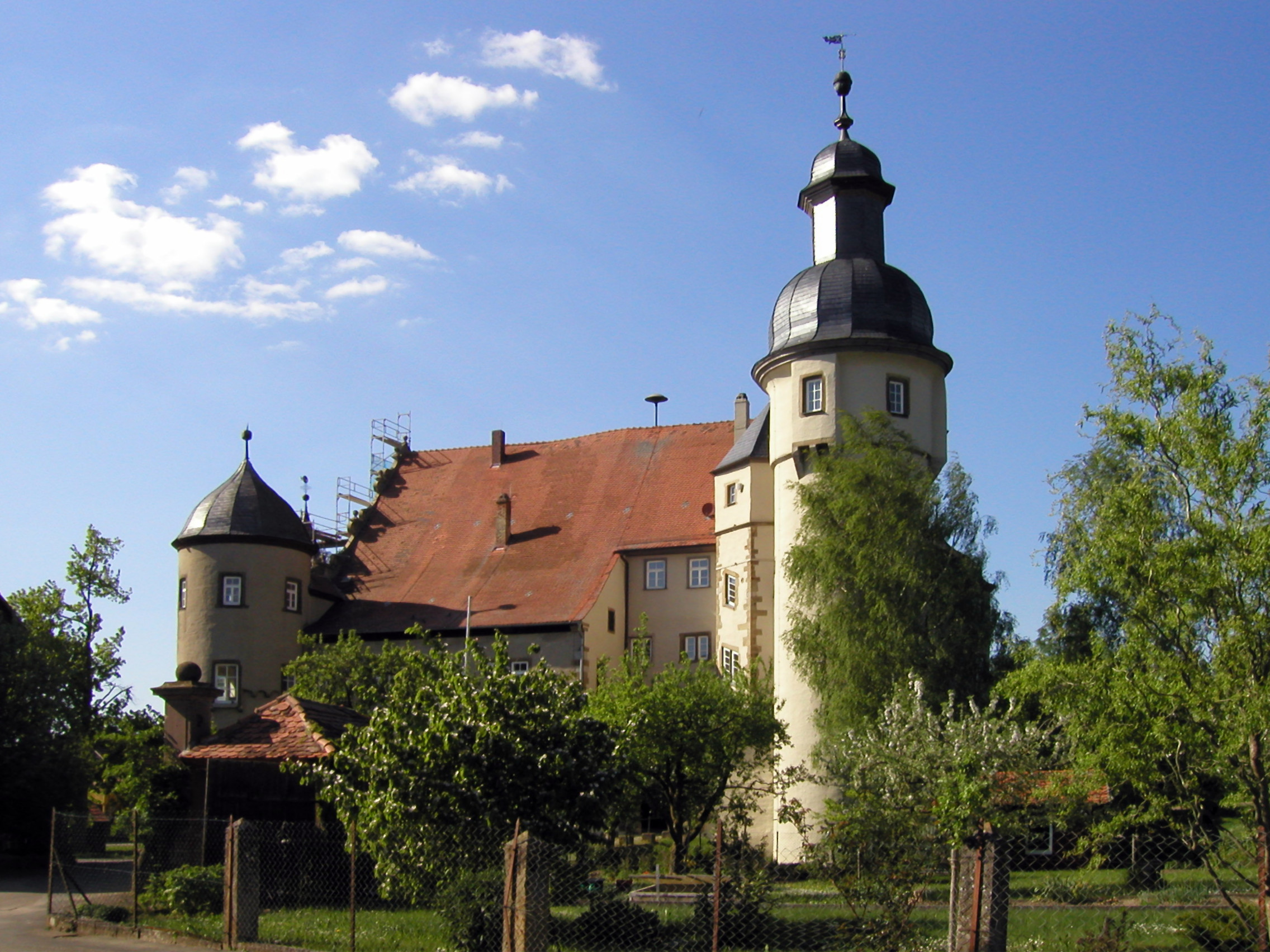
Schloss Waldmannshofen im Main-Tauber-Kreis
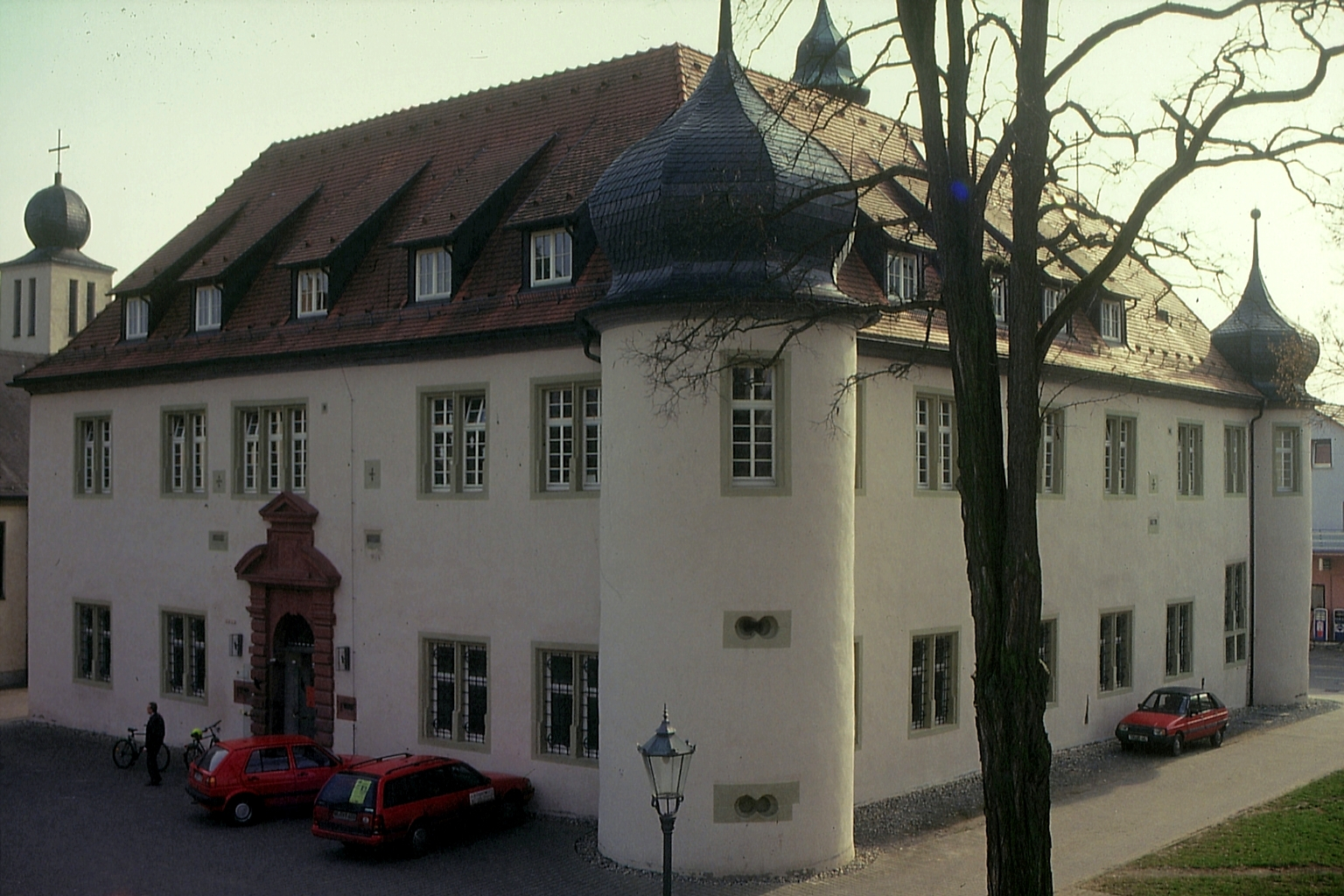
Schloss Unterschüpf

Nachdem Melchior 1658 ohne Nachkommen gestorben war, erbte zunächst sein Bruder Hermann (1603–1673) die Titel und die Herrschaften, der seinen Wohnsitz auf Schloss Haltenbergstetten in Baden-Württemberg nahm. Er war verheiratet mit Maria Katharina Kämmerer von Worms genannt von Dalberg und hatte mit ihr neun Kinder.
Sein Nachfolger wurde der gemeinsame Sohn Heinrich (1641–1683). Er war verheiratet mit Katharina Elisabeth von Schönborn, mit der er elf Kinder hatte.
Deren Sohn Franz (1676–1738) heiratete Anna Charlotte Elisabeth von Stadion. Er residierte hauptsächlich im niederschlesischen Trachenberg.
Deren Sohn Franz Philipp Adrian (1717–1779) erhielt 1741 das preußische Fürstendiplom und nannte sich nun Fürst von Hatzfeldt-Gleichen-Trachenberg. Er heiratete Bernhardina von Schönborn. Sein Breslauer Palais, das im Siebenjährigen Krieg zerstört wurde, ließ er durch den jungen schlesischen Architekten Carl Gotthard Langhans neu aufbauen, den er dann an den Berliner Hof vermittelte.
Der einzige Sohn des Fürstenpaares, Friedrich Karl Franz Cajetan, Fürst von Hatzfeld-Gleichen-Trachenberg (1773–1794), starb ohne Nachkommen. Die Herrschaft Gleichen und der Ort Wandersleben fielen an das Erzstift Mainz zurück. Die Herrschaft Trachenberg und die fränkischen Güter wurden danach von Franz Ludwig (1756–1827) aus der Linie Hatzfeldt-Werther-Schönstein übernommen; seine Nachfahren blieben bis 1945 als fürstliche Linie Hatzfeldt-Trachenberg (siehe unten) im Besitz dieser schlesischen Herrschaft.

### Fürsten von Hatzfeldt-Wildenburg und Grafen von Hatzfeldt-Wildenburg-Dönhoff

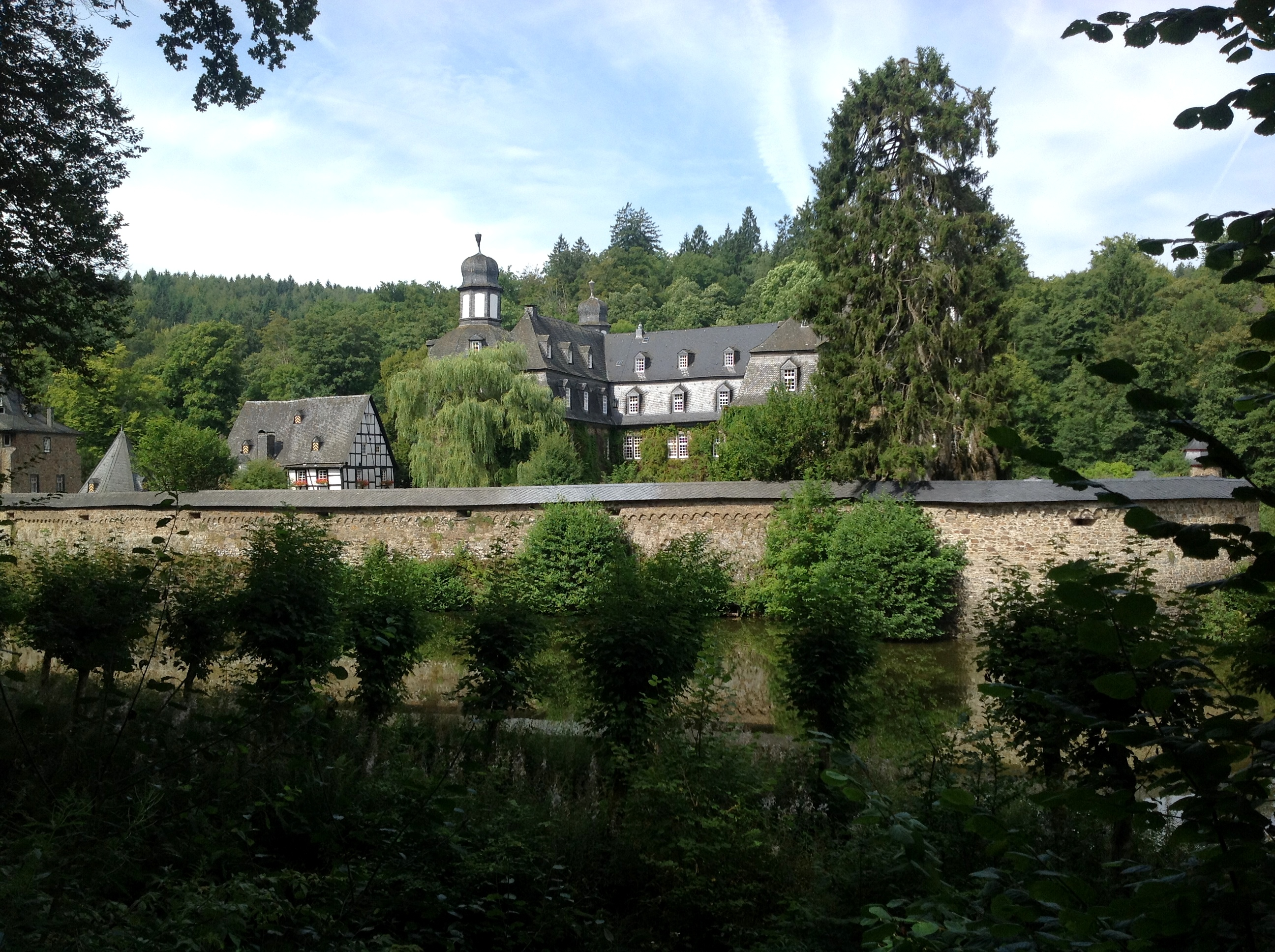
Schloss Crottorf

Die reichsunmittelbare Herrschaft Wildenburg mit dem Besitz Crottorf kam 1794, nach Fürst Friedrich Karl Franz Cajetans Tod, zu gleichen Teilen an die Linien von Hatzfeld-Werther-Schönstein und von Hatzfeld-Wildenburg-Weisweiler, um 1830 schließlich Alleinbesitz der letztgenannten Linie zu werden. 40 Jahre später wurde diese gefürstet und nannte sich nun Fürsten von Hatzfeldt-Wildenburg. Bereits 1806 war jedoch die reichsunmittelbare Herrschaft Wildenburg vom Großherzogtum Berg mediatisiert worden und 1815 an Preußen gefallen, weshalb der dieser Linie neu verliehene Fürstentitel nun nicht mehr mit Souveränität und Regierungsherrschaft verbunden war.
Fürst Paul Hermann von Hatzfeldt-Wildenburg (1867–1941) und seine Frau Maria von Stumm ließen Schloss Crottorf von 1923 bis 1927 renovieren. Mit ihrem Sohn Franz-Hermann Fürst von Hatzfeldt-Wildenburg starb die Linie 1941 im Mannesstamm aus.
Nach dem Tod seiner Mutter kam die Schlossanlage 1954 an Franz-Hermanns Schwester Ursula. Sie hinterließ den Besitz 1969 dem von ihr adoptierten Sohn ihrer Schwester Dorothea, die 1938 den Grafen Heinrich Botho Eugen von Dönhoff (1899–1942), einen Sohn des Grafen August von Dönhoff aus dem ostpreußischen Schloss Friedrichstein, geheiratet hatte. Seither gehört der Besitz Crottorf/Schönstein Hermann Graf Hatzfeldt-Wildenburg-Dönhoff, der nach 1990 weiteren Besitz in Brandenburg hinzuerwarb. Bis in die 1950er Jahre zählten Flächen von 2.800 ha überwiegend Forst sowie etwa 184 Hofgüter zum Gesamtbesitz, die allerdings im Zuge der Bodenreform im Jahr 1952 teilweise abgetreten werden mussten. Heute umfasst der Betrieb Crottorf/Schönstein noch 7.600 ha (laut Website, siehe Weblinks), dazu seit 2001 6.500 Hektar Forst in Massow bei Halbe und seit 2011 600 ha Forst bei Beichlingen.

### Fürsten von Hatzfeldt-Trachenberg

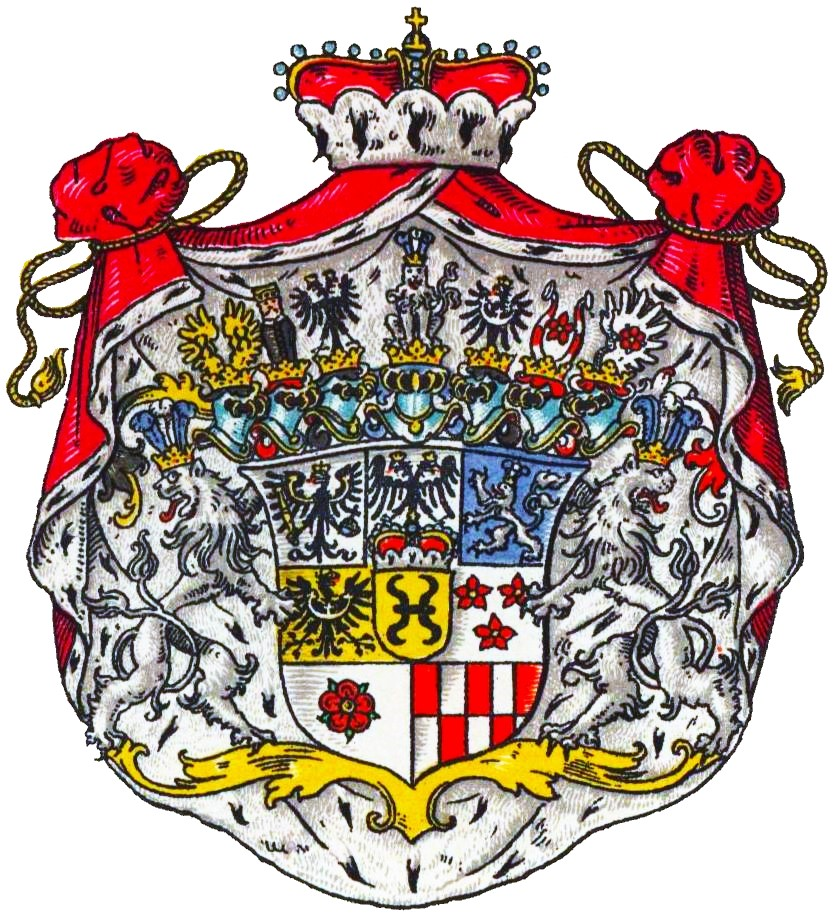
Wappen der Fürsten von Hatzfeldt zu Trachenberg

Die Linie Hatzfeldt-Trachenberg entstammt der Linie Hatzfeldt-Werther-Schönstein.
1794 beerbte Franz Ludwig (1756–1827) aus der Linie Hatzfeldt-Werther-Schönstein die Linie Hatzfeldt-Gleichen-Trachenberg, die mit Fürst Friedrich Karl Franz Cajetans Tod erloschen war (siehe oben), und folgte ihr als Freier Standesherr auf Trachenberg nach. Von 1803 bis 1827 war er der erste Fürst von Hatzfeldt zu Trachenberg, dann folgte ihm sein Sohn Hermann Anton, 2. Fürst von Hatzfeldt zu Trachenberg (* 1808 in Berlin; † 1874 in Trachenberg), nach.
Dessen Sohn, Hermann, 3. Fürst von Hatzfeldt zu Trachenberg (1848–1933), seit 1874 Chef der Linie Hatzfeldt-Trachenberg, wurde am 1. Januar 1900 von Kaiser Wilhelm II. zum preußischen Herzog zu Trachenberg ernannt, vererblich nach Primogenitur, d. h. während er und nachfolgend nach seinem Tod der jeweils älteste Sohn den Titel Fürst von Hatzfeldt, Herzog zu Trachenberg führen sollten, sollten die nachgeborenen Kinder „Grafen bzw. Gräfinnen von Hatzfeldt und Trachenberg“ heißen. Tatsächlich hatte er zwei Söhne, bei denen diese Regelung noch griff, nach 1918 erübrigte sich diese Erbfolgeregelung mit Abschaffung der Monarchie und Einführung des neuen Namensrechtes, wonach der vormalige Titel zum Bestandteil des nunmehr bürgerlichen Familiennamens wurde, und (zumindest im Personalausweis) alle Kinder den gleichen Namen mit dem in der Regel vormals rangniederen Titel als Namensbestandteil führen. Der Fürstentitel wird vom Familienältesten seither nur inoffiziell geführt.
1945 wurde der Familie der Besitz der vormaligen Freien Standesherrschaft Trachenberg enteignet.

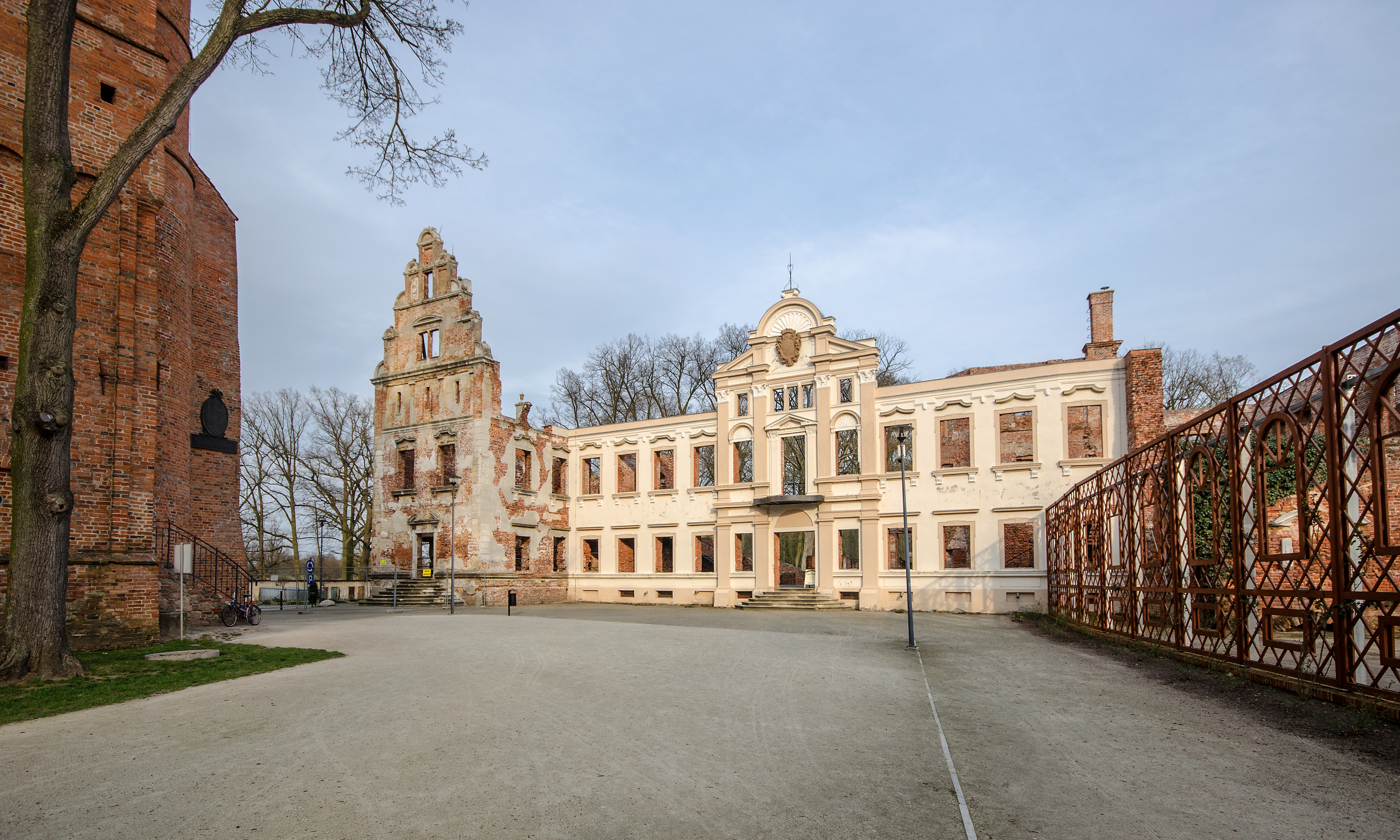
Schloss Trachenberg, Niederschlesien (seit 1946 Ruine)
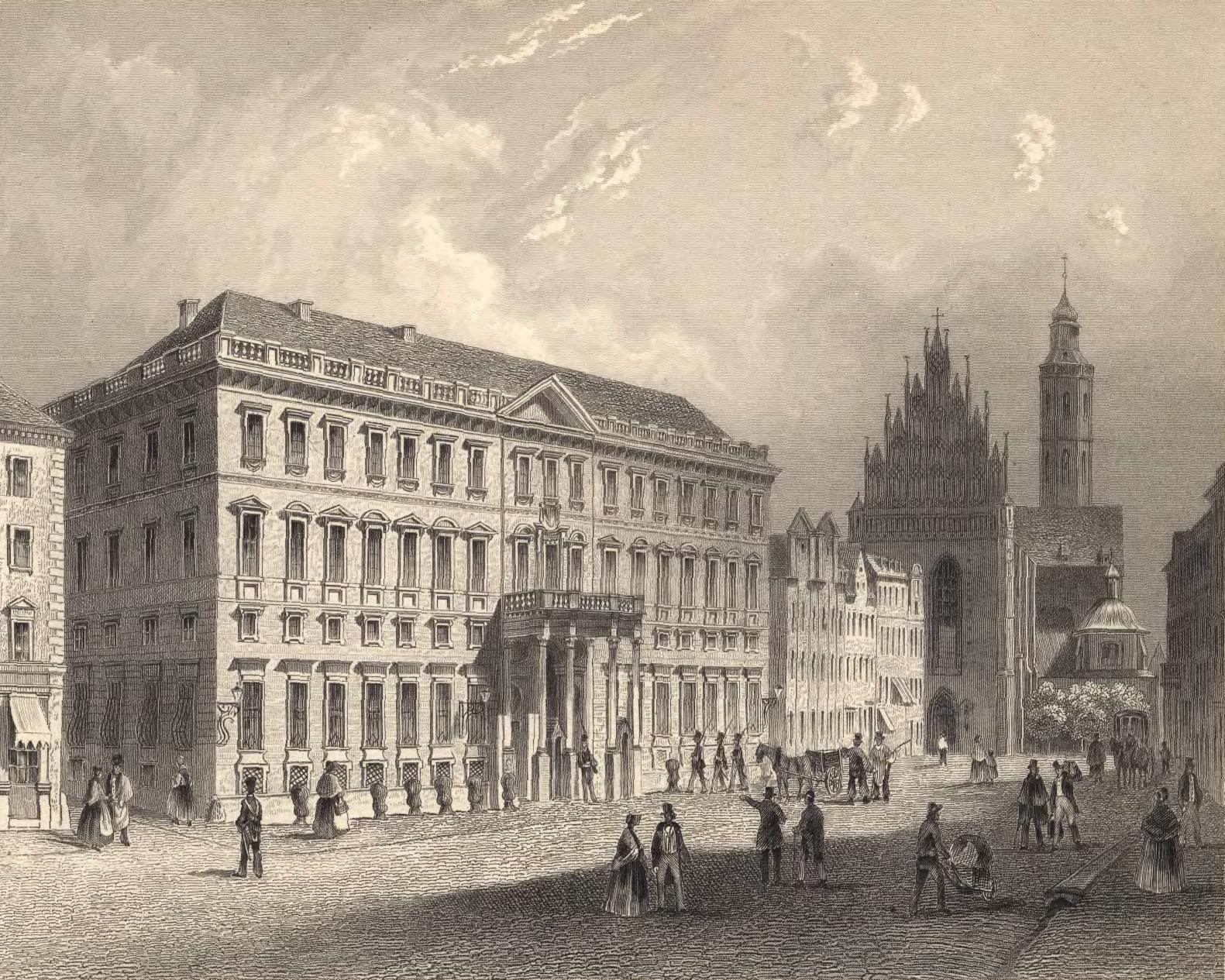
Palais Hatzfeld

## Wappen
- Blasonierung des Stammwappens: In Gold ein schwarzer Maueranker. Auf dem Helm mit schwarz-goldenen Helmdecken ein offener goldener Flug jeweils mit einem Maueranker belegt.
- Blasonierung des Wappens derer von Hatzfeld-Wildenburg: Geviert. Felder 1 und 4 das Stammwappen, Felder 2 und 3 in Silber drei (2:1) rote Rosen. Auf dem gekrönten Helm mit schwarz-goldenen Helmdecken ein schwarz-gekleideter Mannesrumpf mit schwarzen Hut mit silberner Krempe zwischen einem offenen Flug, rechts bezeichnet wie Felder 2 und 3, links bezeichnet wie Felder 1 und 4.
- Blasonierung des Wappens der Grafen von Hatzfeld: Gespalten und zweimal quergeteilt: Feld 1 in Blau ein silberner goldgekrönter nach Links schreitender Löwe; Feld 2 in Silber ein schwarzer goldgekrönter Doppeladler; Feld 3 in Gold ein schwarzer querliegender Maueranker; Feld 4 in Silber eine rote goldbesamte Rose; Feld 5 in Silber drei (2:1) rote Rosen; Feld 6 in zwei Reihen zu sechs Plätzen rot-silbern geschacht. Drei gekrönte Helme: I. mit schwarz-goldenen Decken ein offener goldener Flug, jeder Flügel mit dem Mauereisen beladen; II. mit rechts schwarz-goldenen und links blau-silbernen Decken ein silberner gekrönter sitzender Löwe en face; III. mit blau-silbernen Decken der gekrönte Doppeladler.
- Blasonierung des Wappens der Fürsten von Hatzfeld-Trachenberg (1803): Das gemehrte gefürstete Wappen aus dem Schlesischen Wappenbuch setzt sich aus sieben Feldern für verschiedene Besitzansprüche zusammen. Das Stammwappen ist zusätzlich zentral als gekröntes Herzschild angebracht. Wappenbeschreibung (Fürst von Hatzfeld zu Trachenberg)[4]: Der Schild ist siebenfeldrig mit einem Fürstenhut bedeckten goldenen Mittelschilde mit schwarzem, doppelten Hausanker (Stammwappen). Im ersten silbernen Feld der preußische Adler, im zweiten silbernen Feld ein schwarzer und gekrönter Doppeladler, im dritten blauen Feld ein silberner gekrönter Löwe mit Straußenfedern auf dem Haupte, im vierten goldenen Feld der schlesische Adler, im fünften drei rote Rosen (2;1 gestellt), im sechsten silbernen Feld eine rote Rose und das siebente silbernen Feld ist einmal geteilt und viermal gespalten von Silber und Rot. Sieben gekrönte Helme schmücken den Hauptschild. Auf dem ersten (mittleren) ein silberner sitzender Löwe en face, auf dem zweiten steht der Doppeladler, auf dem dritten der schlesische, dem vierten Helm entwächst ein gestümmelter schwarzgekleideter Mann mit goldenem Kragen und Stulp an der Mütze, darauf drei schwarze Muscheln sichtbar; auf dem fünften Helm zwischen zwei von Silber und Rot geteilten Büffelhörnern eine rote Rose; auf dem sechsten Helm ein goldener ausgebreiteter Flug, auf jedem Flügel der schwarze Hausanker (Stammhelm) und auf dem siebenten eine rote Rose auf einem geschlossenen silbernen Flug. Helmdecken rechts durchgehende schwarz und golden, links rot und silbern. Schildhalter beiderseits der silberne rotgezungte doppelschwänzige Löwe rückwärts sehend. Das Ganze steht unter einem Fürstenmantel mit Fürstenhut.

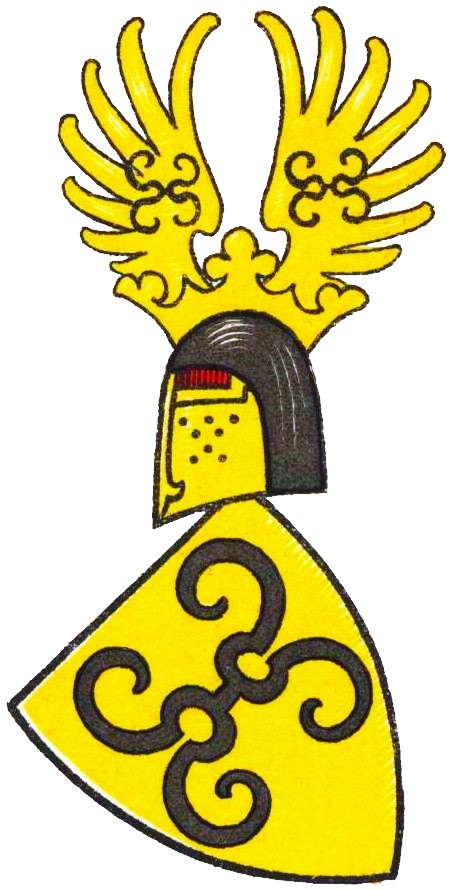
Stammwappen derer von Hatzfeld im Wappenbuch des Westfälischen Adels
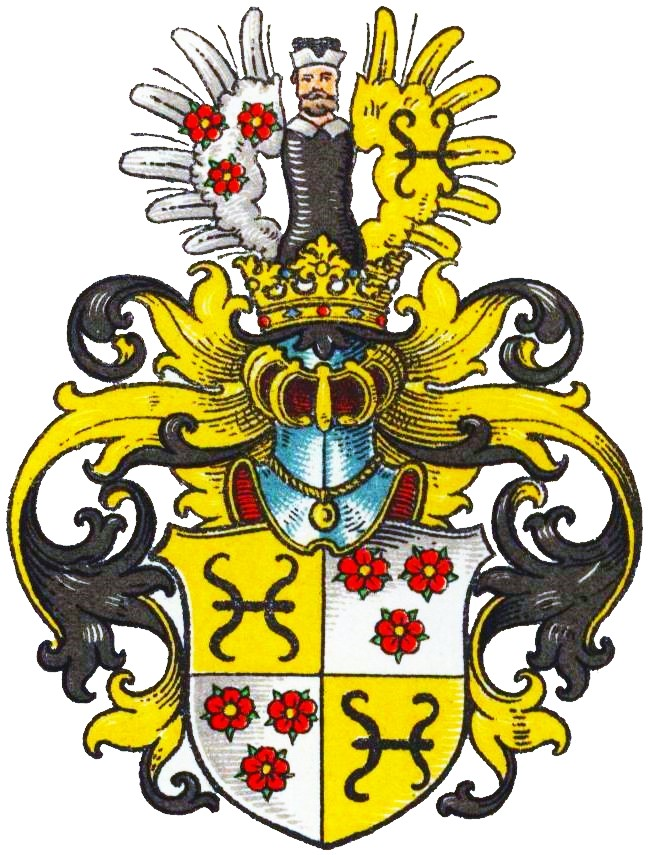
Wappen derer von Hatzfeld-Wildenburg
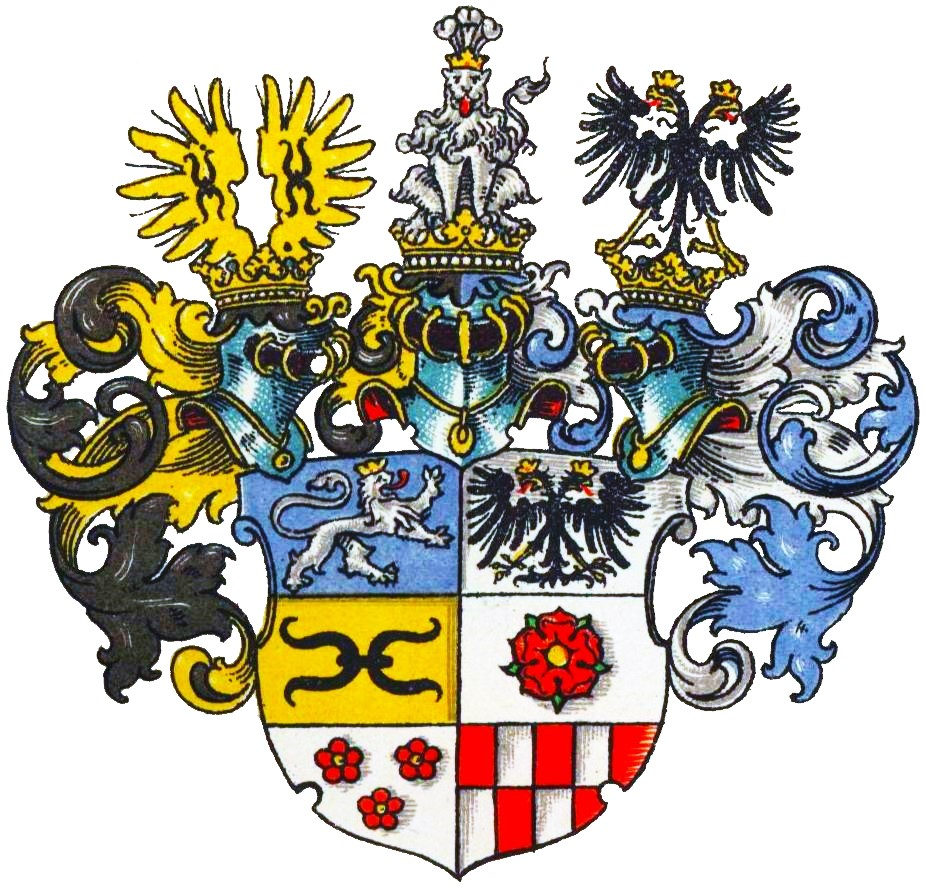
Wappen der Grafen von Hatzfeld
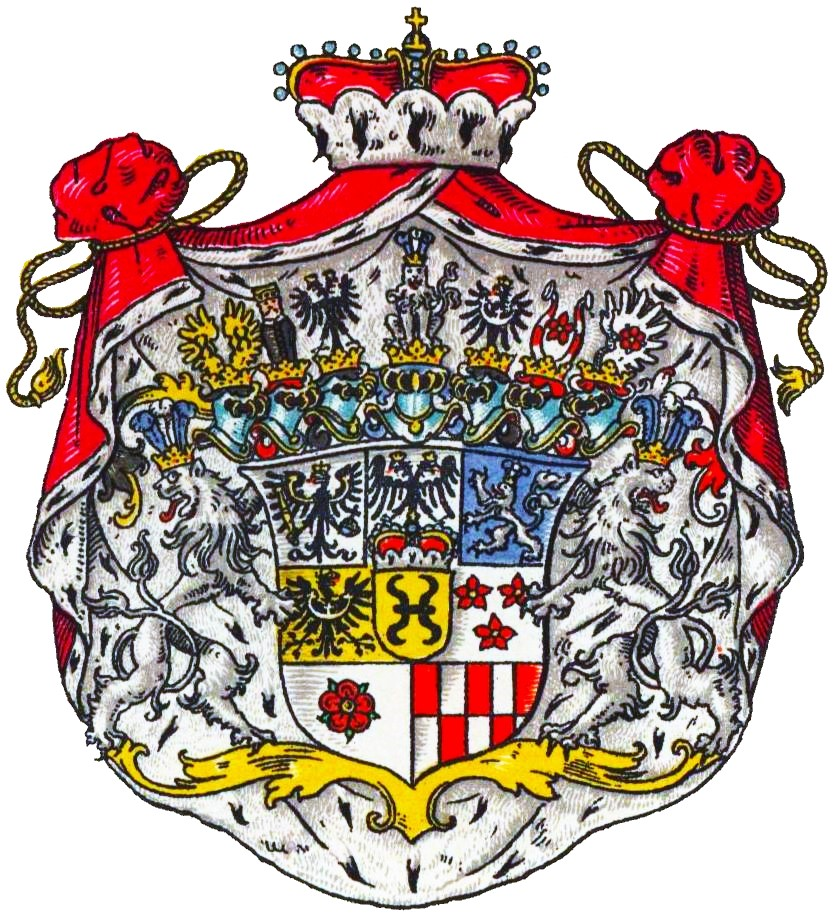
Wappen der Fürsten von Hatzfeld-Trachenberg (1803)

## Bekannte Familienmitglieder
- Gottfried von Hatzfeld, Komtur von Nessau (1407–1410), gefallen in der Schlacht bei Tannenberg (1410)
- Johann V. von Hatzfeld (vor 1422–1482), Stellvertreter des Erzbischofs von Köln als Marschall von Westfalen
- Hermann von Hatzfeld (1527–1600), kurkölnischer Droste zu Balve
- Sebastian von Hatzfeld (1523–16. Jh.), Domherr in Münster
- Wilhelm von Hatzfeld (nach 1523–16. Jh.), Domherr in Münster
- Heinrich von Hatzfeld (nach 1523–16. Jh.), Domherr in Münster, Mainz und Paderborn
- Sebastian von Hatzfeld, 1605–1616 kurmainzischer Oberamtmann im Eichsfeld in Heiligenstadt
- Heinrich Ludwig von Hatzfeldt, (1585–1631), Obrist im Dreißigjährigen Krieg
- Melchior von Hatzfeldt (1593–1658), Feldherr
- Franz von Hatzfeld (1596–1642), Fürstbischof von Würzburg und Bamberg (1631/33–1642)
- Maria Eleonore von Hatzfeld (1680–1718), Gräfin von Wiesentheid
- Carl Friedrich Hatzfeldt zu Gleichen (1718–1793), österreichischer Staatsmann
- Sophie von Coudenhoven (1747–1825), geborene von Hatzfeldt, deutsche Adlige
- Petrus von Hatzfeld (1748–1823), katholischer Priester und Abt des Klosters Marienfeld
- Hortensia von Hatzfeld, geb. Gräfin von Zierotin (1750–1813), Sängerin, Pianistin und Mäzenin
- Clemens August von Hatzfeld (1754–1787), Domherr zu Eichstätt, kaufte 1784 den Rittersitz Brambachsmühle in Brombach bei Hohkeppel
- Franz Ludwig von Hatzfeldt (1756–1827), preußischer General
- Edmund von Hatzfeldt (1798–1874), preußischer Standesherr und Mitglied des Provinziallandtags der Rheinprovinz
- Sophie von Hatzfeldt (1805–1881), deutsche Sozialistin und Lebensgefährtin Ferdinand Lassalles
- Hermann Anton von Hatzfeldt (1808–1874), Fürst, preußischer Abgeordneter, Direktor der Schlesischen Landschaft
- Maximilian von Hatzfeldt-Trachenberg (1813–1859), preußischer Diplomat und Gesandter
- Alfred von Hatzfeldt (1825–1911), Großgrundbesitzer und Mitglied des Preußischen Herrenhauses
- Paul von Hatzfeldt (1831–1901), Diplomat, Sohn von Sophie
- Elisabeth von Hatzfeldt (1839–1914), Fürstin zu Carolath-Beuthen, Lebensgefährtin Herbert von Bismarcks
- Hermann von Hatzfeldt (1848–1933), Politiker
- Adolf von Hatzfeld (1892–1957), Schriftsteller
- Georg von Hatzfeld (1929–2000), Verleger, Politiker
- Hermann Graf Hatzfeldt (* 1941), Forstbesitzer, Autor und Öko-Manager

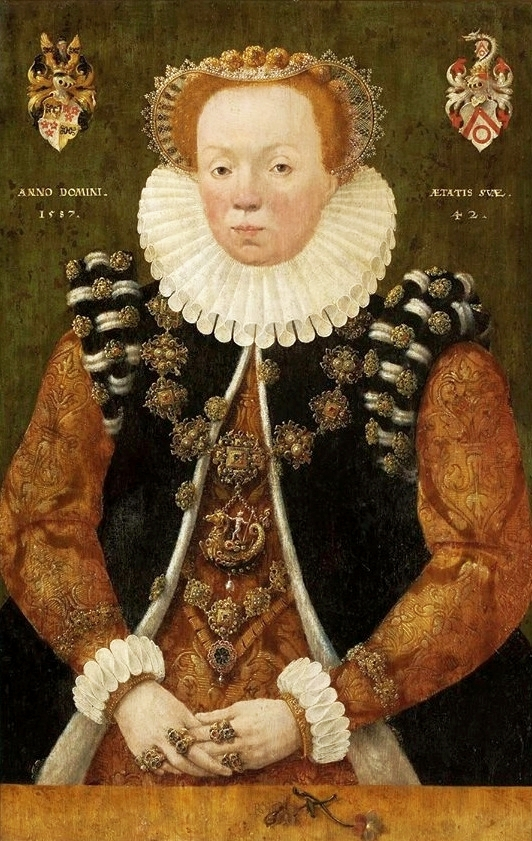
Katharina von Hatzfeld, gemalt von Hermann tom Ring
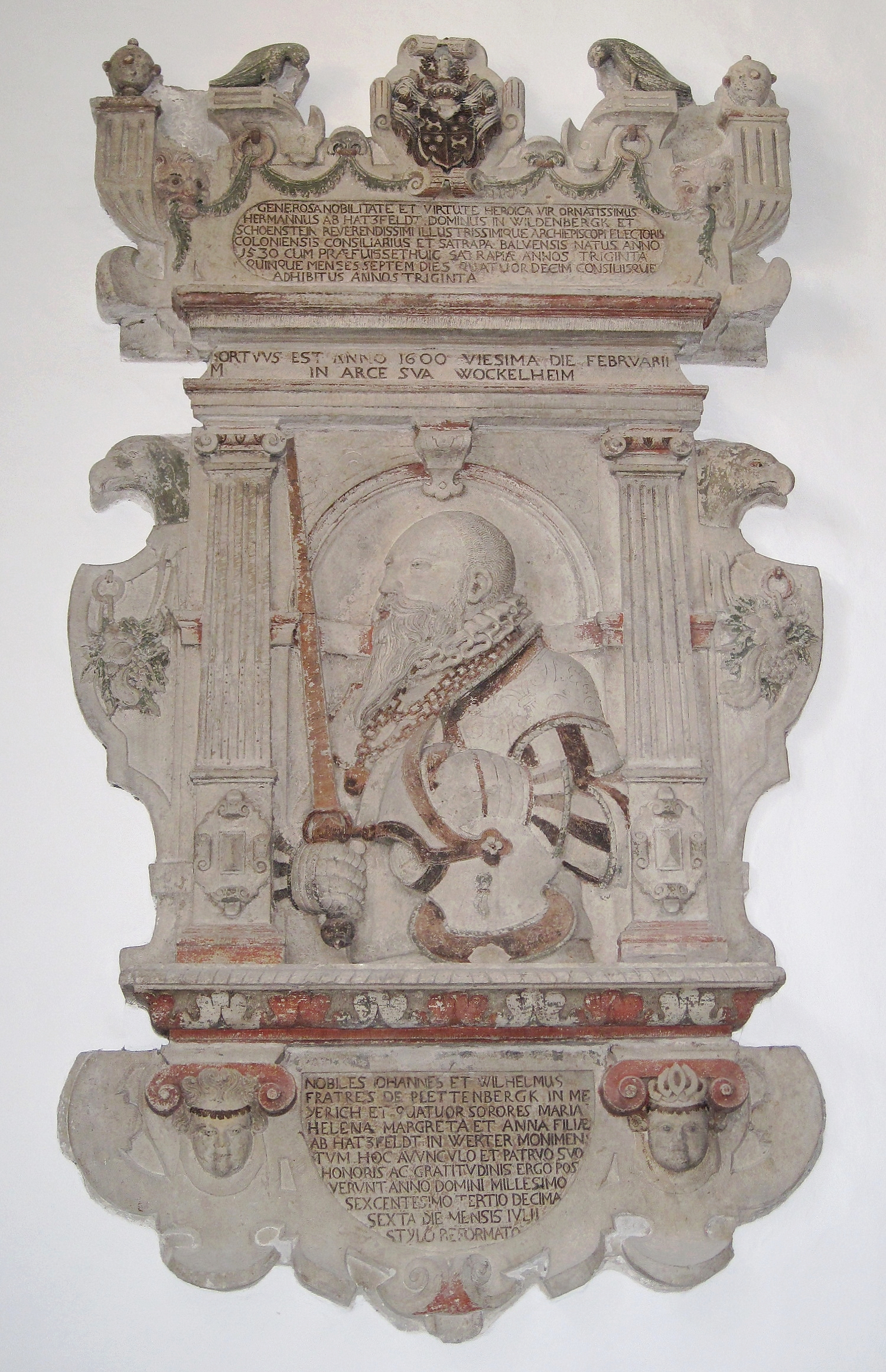
Epitaph des Hermann von Hatzfeld (1527–1600), Drost zu Balve, aus dem Jahr 1600 in der St. Blasius-Kirche Balve
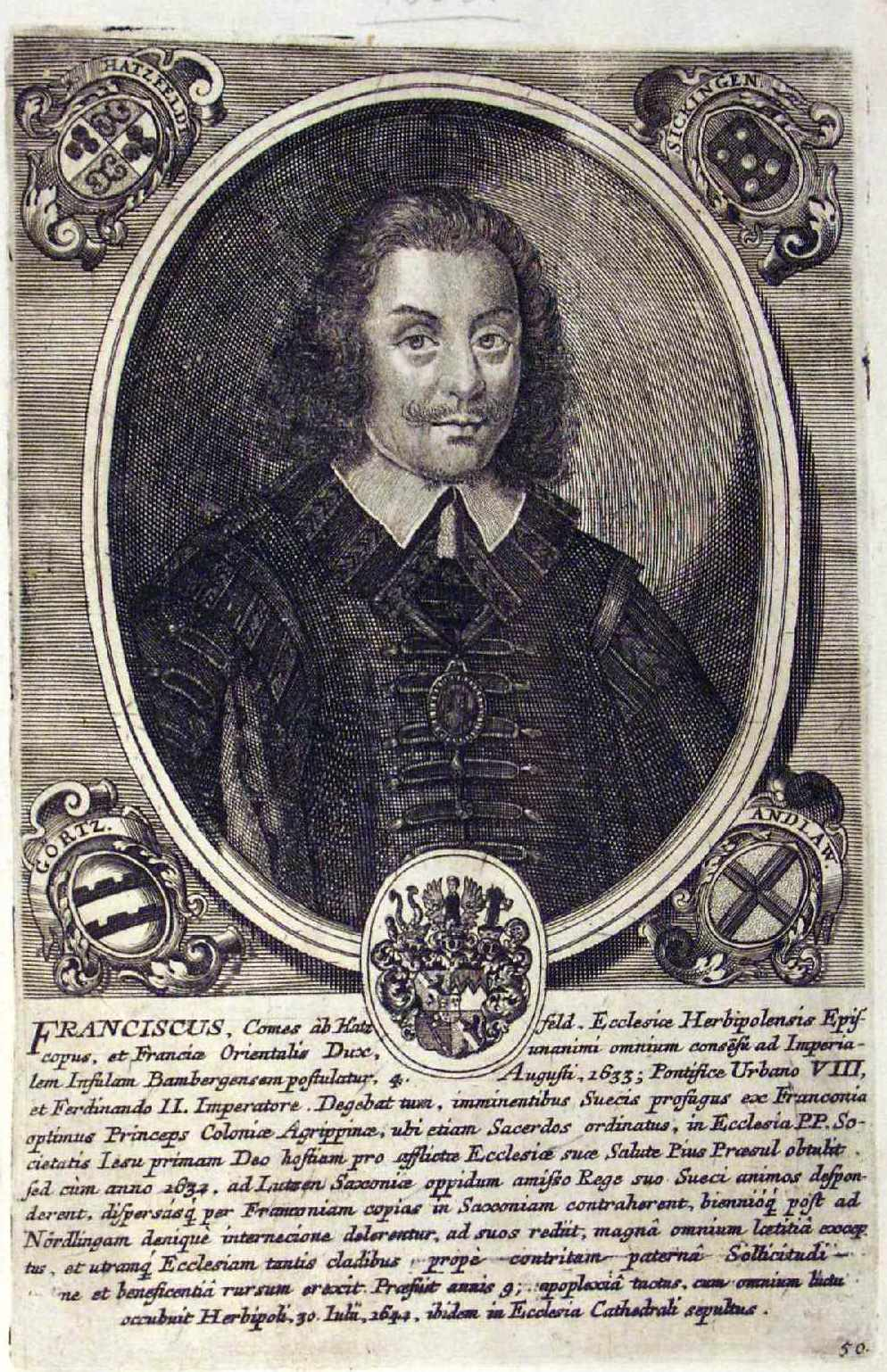
Franz von Hatzfeld (1596–1642), Fürstbischof von Würzburg und Bamberg
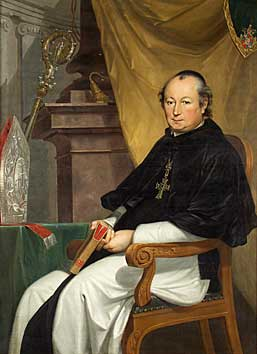
Petrus von Hatzfeld (1748–1823), Abt des Klosters Marienfeld
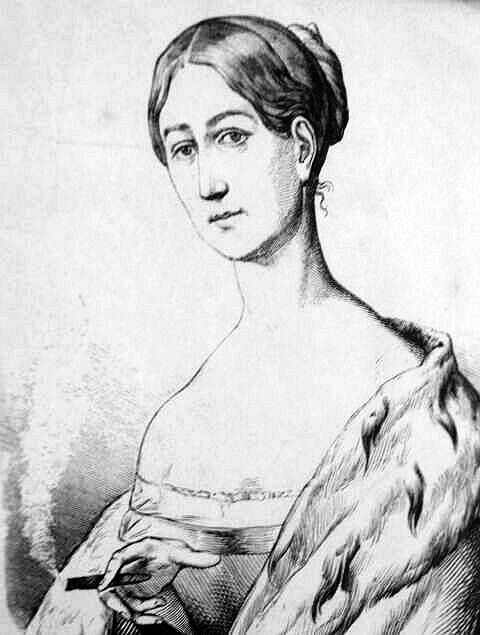
Sophie von Hatzfeldt (1805–1881), deutsche Sozialistin
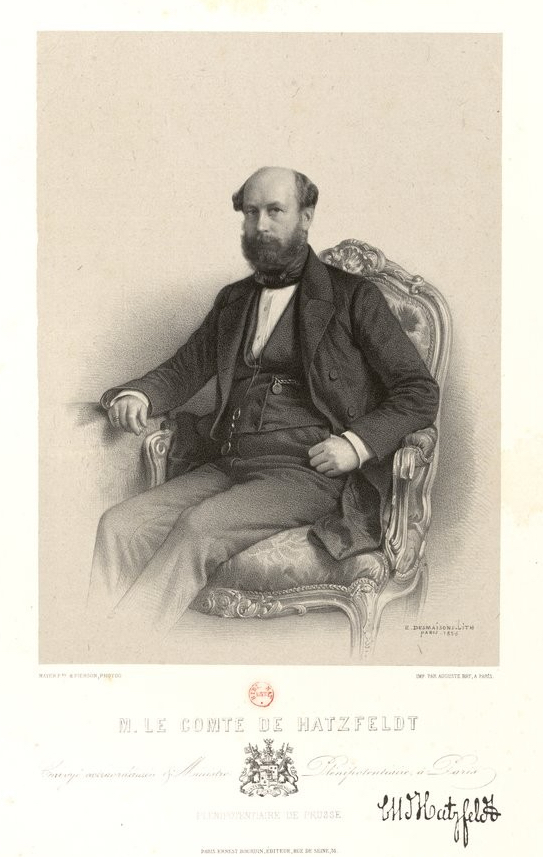
Maximilian von Hatzfeldt-Trachenberg (1813–1859), preußischer Diplomat und Gesandter
Fürst Hermann von Hatzfeldt, Herzog zu Trachenberg (1848–1933), Politiker
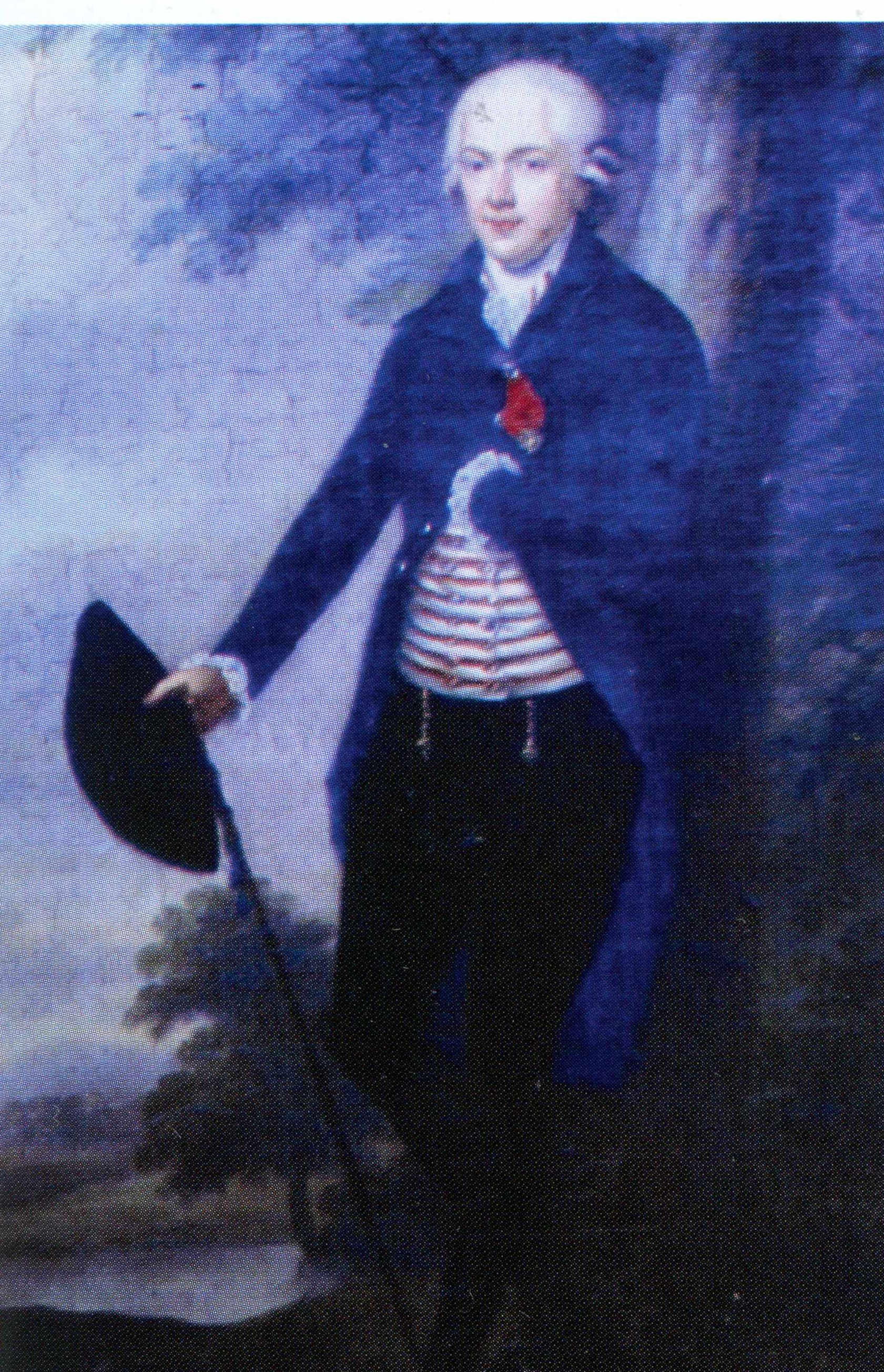
Clemens August von Hatzfeld (1754–1787)

## Sekundärliteratur
- Georg Landau: Die hessischen Ritterburgen und ihre Besitzer. Band 4, Kassel 1839, S. 123–170. Reprint Walluf, Nendeln, Sändig 1976. ISBN 3-500-30210-6. (vgl. J. J. Bohne).
- Ludwig Lotzenius: Geschichte der hessischen Ämter Battenberg und Wetter. Dissertation 1929, Teildruck 1931. DNB, (Neu)- Bearb. von Matthias Seim, Hrsg. Geschichtsverein Battenberg in Verb. mit dem Geschichtsverein Wetter, in: Battenberger Geschichtsblätter; Nr. 38, Selbstverlag Battenberg 2013. ISBN 978-3-00-040521-1.